# Список государств Древнего мира
В данном списке представлены известные науке исторические государственные образования эпохи Древнего мира.
Временные рамки списка охватывают период с древнейших времён до 476 года н. э. (падение Западной Римской империи), в Европе традиционно считающегося концом Древнего мира и началом Средневековья.
Несмотря на это, в других регионах временные границы древности могут отличаться от европейских. Например, концом древнего периода в Китае иногда считают появление империи Цинь, в Индии — империи Чола, а в Америке — начало европейской колонизации.
Список составлен в алфавитном порядке и имеет следующие разделы:
- Карта — историческая карта с изображением территории и местоположения государства.
- Название — название (или названия) государства.
- Время существования — временной промежуток, в который существовало государство. Хронология Древнего мира изучена очень плохо, а потому многие приведённые в списке даты могут быть спорными или иметь альтернативные трактовки.
- Территория — современные страны, на территории которых располагалось государство.
- Столица — столица государства. Если она менялась на протяжении истории, прилагаются периоды, в которые тот или иной город был столицей.
- Форма правления — форма правления государства. Если она менялась на протяжении истории, прилагаются периоды, в которые в государстве была та или иная форма правления.
- Язык(и) — язык (или языки), на котором говорило население государства.
- Религия — религия (или религии), которая исповедовалась населением государства.
- Комментарии — комментарии касательно государства, в частности, причины его появления и исчезновения.
- Примечания — ссылки на источники, в которых можно найти информацию о государстве.

В общей сложности, в списке представлено 238 государств.
| # А Б В Г Д Ж З И К Л М Н О П Р С Т У Ф Х Ц Ч Ш Э Ю Я |

## А
| Карта | Название                                   | Время существования              | Территория | Столица                                                                              | Форма правления     | Язык(и)                                                 | Религия                            | Комментарии | Пр.    |
| ----- | ------------------------------------------ | -------------------------------- | --- | ------------------------------------------------------------------------------------ | ------------------- | ------------------------------------------------------- | ---------------------------------- | --- | ------ |
|       | Адиабена                                   | II век до н. э. — III век н. э.  | Ирак | Арбил                                                                                | Монархия            | Армянский, Древнегреческий, Древнеперсидский, Сирийский | Иудаизм, Зороастризм, Христианство | Древнее армянское государство, возникшее после крушения Государства Селевкидов. В разное время было вассалом Парфии и Великой Армении. Вошло в состав Государства Селевкидов.                                                                                | [ 8 ]  |
|       | Айраратское царство (Ервандидская Армения) | 333 — ок. 200 до н. э.           | Азербайджан · Армения · Ирак · Иран · Сирия · Турция | Армавир (333 — кон. III века до н. э.) Ервандашат (кон. III века — ок. 200 до н. э.) | Монархия            | Армянский                                               | Армянский политеизм                | Древнее армянское государство, возникшее после крушения Державы Ахеменидов. Уничтожено Государством Селевкидов. Позже, около 189 года до н. э., на его месте образовалась независимая Великая Армения.                                                       | [ 9 ]  |
|       | Аккад                                      | ок. 2316 — ок. 2150 до н. э.     | Ирак · Иран · Сирия · Турция | Аккаде                                                                               | Монархия            | Аккадский                                               | Шумеро-аккадский политеизм         | Древнее государство в Месопотамии, в период своего расцвета объединившее под своей властью все земли шумеров. Обрело независимость в результате восстания против Киша. Пало под натиском племён Гутиев (Кутиев).                                             | [ 10 ] |
|       | Аксумское царство                          | I — VII века                     | Йемен · Судан · Эритрея · Эфиопия | Аксум                                                                                | Монархия            | Геэз                                                    | Христианство                       | Возникло в результате слияния местного кушитского населения с переселенцами из Южной Аравии. Господствовало в Северо-Восточной Африке и Красноморье. Исчезло в результате государственного переворота, в ходе которого была провозглашена Эфиопская империя. | [ 11 ] |
|       | Аласия (Алашия)                            | II тыс. до н. э.                 | Кипр | Аласия                                                                               | Монархия            | Этеокипрский                                            | Политеизм                          | Древнее государство, располагавшееся на острове Кипр. Являлось крупнейшим поставщиком меди и бронзы на Ближнем Востоке. | [ 12 ] |
|       | Алва (Алодия)                              | IV — VI века                     | Судан | Соба                                                                                 | Монархия            | Древненубийский                                         | Христианство                       | Возникло в результате крушения Мероитского царства и было его прямым наследником (другими осколками Мероитской державы были Макурия и Нобатия). Было покорено объединившимися Нобатией и Макурией.                                                           | [ 13 ] |
|       | Аммон                                      | ок. 1020 — ок. 100 до н. э.      | Иордания | Амман                                                                                | Монархия            | Аммонитский                                             | Западносемитский политеизм         | Основано семитским народом аммонитян, родственным древним израильтянам. Уничтожено Набатейским царством. | [ 14 ] |
|       | Амурру                                     | ок. 1400 — ок. 1200 до н. э.     | Ливан · Сирия | Цумур                                                                                | Монархия            | Аморейский                                              | Западносемитский политеизм         | Основателем государства был некий Абди-Асирта, выходец из полуаморейской-полухурритской семьи, объединивший под своей властью племена хабиру. Оно пало под натиском «народов моря».                                                                          | [ 15 ] |
|       | Анурадхапура                               | 377 до н. э. — 1017 н. э.        | Шри-Ланка | Анурадхапура                                                                         | Монархия            | Сингальский                                             | Буддизм                            | Древнейшее известное государство на острове Шри-Ланка, основанное сингалами. Уничтожено южно-индийским царством Чола. | [ 16 ] |
|       | Арамейский Дамаск (Арам)                   | ок. 945 — 733 до н. э.           | Сирия | Дамаск                                                                               | Монархия            | Арамейский                                              | Западносемитский политеизм         | Основано арамеями, захватившими Дамаск у Израильского царства. Уничтожено Ассирией. | [ 17 ] |
|       | Арвад                                      | II тыс. — 332 год до н. э.       | Сирия | Арвад                                                                                | Монархия            | Финикийский                                             | Финикийский политеизм              | Один из крупнейших финикийских городов-государств. В разное время становился вассалом Древнего Египта, Хеттского царства, Ассирии, Нововавилонского царства и державы Ахеменидов; окончательно подчинён Александром Македонским.                             | [ 18 ] |
|       | Аргос                                      | II тыс. — 146 до н. э.           | Греция | Аргос                                                                                | Монархия            | Древнегреческий                                         | Древнегреческий политеизм          | Один из важнейших древнегреческих полисов. Достиг наивысшего расцвета в VII веке до н. э. Вошёл в состав Римской республики вместе с остальными полисами. | [ 19 ] |
|       | Ассирия                                    | ок. XXIV — 609 до н. э.          | Египет · Израиль · Ирак · Иран · Кипр · Ливан · Сирия · Турция | Ашшур (ок. XXIV — ок. VIII/VII до н. э.) Ниневия (ок. VIII/VII — 609 до н. э.)       | Монархия            | Аккадский                                               | Шумеро-аккадский политеизм         | Первоначально возникло в качестве города-государства Ашшур. В VIII-VII веках до н. э. покорило огромные территории и достигло наивысшего расцвета. Уничтожено объединёнными силами Мидии и Нововавилонского царства.                                         | [ 20 ] |
|       | Атропатена (Малая Мидия, Мидия Атропатена) | ок. 328 до н. э. — ок. 224 н. э. | Иран | Ганзак                                                                               | Монархия            | Мидийский                                               | Зороастризм Политеизм              | Выделилось из Державы Ахеменидов. Некоторое время была вассалом Парфии. Уничтожено Государством Сасанидов | [ 21 ] |
|       | Аулак                                      | 257 — 207 до н. э.               | Вьетнам | Колоа                                                                                | Монархия            | Юэ                                                      | Традиционные верования             | Древнее вьетское государство, созданное племенами аувьетов. Было уничтожено империей Цинь. После крушения Цинь, в 207 году до н. э., на месте Аулака возник Намвьет.                                                                                         | [ 22 ] |
|       | Аусан                                      | I тыс. до н. э.                  | Йемен | Мисвар                                                                               | Монархия            | Арабский                                                | Арабский политеизм                 | Древнее южноаравийское царство. Имело очень развитую торговлю, а через его земли проходил путь благовоний. | [ 23 ] |
|       | Афины                                      | ок. XVI — 146 до н. э.           | Греция | Афины                                                                                | Афинская демократия | Древнегреческий                                         | Древнегреческий политеизм          | Один из могущественнейших древнегреческих полисов. Достиг наивысшего расцвета в V веке до н. э. и имел в это время огромное количество вассалов по всей Греции. Вошёл в состав Римской республики вместе с остальными полисами.                              | [ 24 ] |
|       | Держава Ахеменидов                         | 550 — 330 до н. э.               | Список Азербайджан · Армения · Афганистан · Греция · Египет · Израиль · Иордания · Ирак · Иран · Кувейт · Ливан · Пакистан · Сирия · Туркменистан · Турция · Узбекистан | Вавилон Пасаргады Персеполь Сузы Экбатана                                            | Монархия            | Древнеперсидский                                        | Зороастризм                        | Основано персами во главе с династией Ахеменидов. Со временем персидские цари смогли покорить огромные территории, создав одно из крупнейших государств Древнего мира. Уничтожено войсками Александра Македонского.                                          | [ 25 ] |

## Б
| # А Б В Г Д Ж З И К Л М Н О П Р С Т У Ф Х Ц Ч Ш Э Ю Я |

| Карта | Название              | Время существования      | Территория                              | Столица                                        | Форма правления | Язык(и)                | Религия                           | Комментарии | Пр.    |
| ----- | --------------------- | ------------------------ | --------------------------------------- | ---------------------------------------------- | --------------- | ---------------------- | --------------------------------- | --- | ------ |
|       | Баакуль               | V — VIII века            | Мексика                                 | Паленке                                        | Монархия        | Классический майянский | Майянский политеизм               | Одно из сильнейших государств древних майя, располагавшееся в бассейне реки Усумасинты. Достигло наивысшего расцвета в VII веке.                                                                         | [ 26 ] |
|       | Бапном (Фунань)       | I — IV века              | Вьетнам · Камбоджа · Мьянма · Таиланд   | Вадхьяпура                                     | Монархия        | Кхмерский              | Индуизм                           | Древнейшее государство, располагавшееся на территории Камбоджи. По разным данным, оно было основано кхмерами или выходцами из Индонезии. Название «Фунань» известно из китайских источников.             | [ 27 ] |
|       | Боспорское царство    | 480 до н. э. — 370 н. э. | Россия Украина                          | Пантикапей                                     | Монархия        | Древнегреческий        | Древнегреческий политеизм         | Античное государство, возникшее в результате объединения древнегреческих колоний в Северном Причерноморье. С I века до н. э. являлось вассалом Римской империи и в конце концов вошло в состав Византии. | [ 28 ] |
|       | Королевство бургундов | 411 — 534                | Германия · Италия · Франция · Швейцария | Борбертомагус (411 — 437) Лугдунум (443 — 534) | Монархия        | Бургундский Латынь     | Германский политеизм Христианство | Варварское королевство, созданное германским племенем бургундов в долинах Соны и Роны, а также в верховьях Рейна. Уничтожено франками.                                                                   | [ 29 ] |

## В
| # А Б В Г Д Ж З И К Л М Н О П Р С Т У Ф Х Ц Ч Ш Э Ю Я |

| Карта | Название                                         | Время существования                   | Территория | Столица | Форма правления | Язык(и)                                                  | Религия                                                                     | Комментарии | Пр.    |
| ----- | ------------------------------------------------ | ------------------------------------- | --- | --- | --------------- | -------------------------------------------------------- | --------------------------------------------------------------------------- | --- | ------ |
|       | Вавилония                                        | ок. 1894 — 729 до н. э.               | Ирак | Вавилон | Монархия        | Аккадский                                                | Шумеро-аккадский политеизм                                                  | Древнее царство в Месопотамии, основанное амореями. В 1518 — 1157 до н. э. находилось под властью касситов (Касситское царство). Покорено Ассирией. В 625 году до н. э. на территории Вавилонии появилось её прямое продолжение — независимое Нововавилонское царство. | [ 30 ] |
|       | Королевство вандалов и аланов                    | 439 — 534                             | Алжир · Испания · Италия · Ливия · Мальта · Марокко · Тунис · Франция | Карфаген | Монархия        | Готский (вандальское наречие), аланский, народная латынь | Германский политеизм Христианство                                           | Варварское королевство, созданное германским племенем вандалов, при участии аланов, в Северной Африке. Уничтожено Византийской империей. | [ 31 ] |
|       | Ванланг                                          | VII век — 257 год до н. э.            | Вьетнам | Фонгтяу | Монархия        | Юэ                                                       | Традиционные верования                                                      | Древнее вьетское государство. Уничтожено племенами аувьетов, создавшими Аулак. | [ 32 ] |
|       | Великая Армения                                  | ок. 189 до н. э. — 428 н. э.          | Азербайджан · Армения · Грузия · Израиль · Ирак · Иран · Ливан · Сирия · Турция | Ервандашат (ок. 189 до н. э. — 176 до н. э.) Арташат (176 — 77 до н. э.) (60 — 120) Тигранакерт (77 — 60 до н. э.) Вагаршапат (120 — 330) Двин (336 — 420) | Монархия        | Армянский                                                | Армянский политеизм (ок. 189 до н. э. — 301 н. э.) Христианство (301 — 428) | Древнее армянское государство, возникшее после крушения Государства Селевкидов на территории бывшего Айраратского царства. В 387 году оно было поделено между Византией и Государством Сасанидов, а ещё через полстолетия персы окончательно упразднили царскую власть в Армении. | [ 33 ] |
|       | Верхний Египет (Иераконпольское царство)         | ок. 3000 до н. э.                     | Египет | Нехен | Монархия        | Египетский                                               | Древнеегипетский политеизм                                                  | Протоегипетское государство, возникшее на основе Нубтской, Нехенской и Тинисской конфедераций под властью правителя Нехена (Иераконполя). Около 3000 года до н. э. Верхнему Египту удалось покорить Нижний Египет, в результате чего появилось единое Древнеегипетское государство. | [ 34 ] |
|       | Королевство вестготов                            | 418 — 711                             | Андорра · Испания · Португалия · Франция | Тулуза (418 — 507) Нарбонна (507 — 531) Барселона (531 — ок. 567) Толедо (ок. 567 — 711)                                                                   | Монархия        | Готский Латынь                                           | Германский политеизм Христианство                                           | Варварское королевство, созданное германским племенем вестготов в Аквитании. Уничтожено Арабским халифатом. Последним остатком королевства вестготов была Астурия, ставшая плацдармом Реконкисты и зародышем будущей Испании. | [ 35 ] |
|       | Византий                                         | VII век — 74 до н. э.                 | Турция | Византий | Монархия        | Древнегреческий                                          | Древнегреческий политеизм                                                   | Крупный древнегреческий полис. Был основан поселенцами из Мегар и, благодаря удачному местоположению в устье Босфорского пролива, быстро стал очень важным центром торговли. В разное время находился в зависимости от Державы Ахеменидов и Афин. Вошёл в состав Римской империи. Позже, в 330 году, Византий был переименован в Константинополь и стал новой столицей Римской империи. | [ 36 ] |
|       | Византийская империя (Восточная Римская империя) | 395 — 1204 1261 — 1453                | Список Албания · Алжир · Болгария · Босния и Герцеговина · Ватикан · Греция · Грузия · Египет · Израиль · Иордания · Испания · Италия · Кипр · Ливан · Ливия · Северная Македония · Мальта · Марокко · Португалия · Россия · Сан-Марино · Сербия · Сирия · Словения · Тунис, · Турция · Украина · Хорватия · Черногория · Швейцария | Константинополь | Монархия        | Византийский Латынь                                      | Православие                                                                 | Возникла после распада Римской империи на Западную и Восточную. Наивысшего расцвета достигла в VI веке. В 1204 году распалась в результате Четвёртого крестового похода, в 1261 году восстановлена никейским императором Михаилом VIII. Окончательно уничтожена Османской империей. | [ 37 ] |
|       | Вифиния                                          | ок. 435 — 74 до н. э.                 | Турция | Никомедия | Монархия        | Древнегреческий                                          | Древнегреческий политизм                                                    | Основано фракийским племенем вифинов. Присоединено к Римской республике. | [ 38 ] |
|       | Второе иудейское царство (Хасмонейское царство)  | 166 до н. э. — 70 н. э.               | Израиль · Иордания · Ливан · Сирия | Иерусалим | Монархия        | Арамейский Древнееврейский                               | Иудаизм                                                                     | Древнее еврейское государство, возникшее в результате восстания против Государства Селевкидов. С 37 года до н. э. находилось в зависимости от Римской империи, которой в конце концов и было уничтожено. | [ 39 ] |
|       | Вэй (Троецарствие)                               | 220 — 265                             | КНДР · Китай | Лоян | Монархия        | Древнекитайский                                          | Даосизм, Конфуцианство                                                      | Китайское царство эпохи Троецарствия, возникшее в результате распада империи Хань. Исчезло в результате государственного переворота, устроенного военачальником Сыма Янем; на его месте было провозглашено царство Цзинь. | [ 40 ] |
|       | Вэй (Чжаньго)                                    | 403 — 225 до н. э. 209 — 207 до н. э. | Китай | Аньи (403 — 361 до н. э.) Далян (361 — 221 до н. э.) | Монархия        | Древнекитайский                                          | Древнекитайский политеизм                                                   | Китайское царство эпохи Сражающихся царств, возникшее в результате раздела царства Цзинь. В 225 году до н. э. уничтожено империей Цинь, в 209 году до н. э. было восстановлено. Окончательно уничтожено империей Хань. | [ 41 ] |
|       | Вэй (Чуньцю)                                     | ок. XI века — 209 до н. э.            | Китай | Чжаогэ | Монархия        | Древнекитайский                                          | Древнекитайский политеизм                                                   | Китайское царство эпохи Весён и осеней, возникшее в качестве вассала царства Чжоу. Всю свою историю было очень слабым, а его правители со временем стали понижаться в звании. В конце концов оно вошло в состав империи Цинь. | [ 42 ] |

## Г
| # А Б В Г Д Ж З И К Л М Н О П Р С Т У Ф Х Ц Ч Ш Э Ю Я |

| Карта | Название                  | Время существования                            | Территория | Столица                                                      | Форма правления | Язык(и)                     | Религия                                          | Комментарии | Пр.    |
| ----- | ------------------------- | ---------------------------------------------- | --- | ------------------------------------------------------------ | --------------- | --------------------------- | ------------------------------------------------ | --- | ------ |
|       | Галатия                   | ок. 280 — 183 до н. э. 166 до н. э. — 25 н. э. | Турция | Анкара                                                       | Монархия        | Галатский Древнегреческий   | Древнегреческий политеизм Кельтский политеизм    | Основано кельтскими племенами галатов, переселившимися в Анатолию после нашествия на Балканы. В 183 году до н. э. оно было захвачено Пергамом. В 166 году до н. э., по требованию Рима, вновь стало независимым, но фактически подконтрольным Римской республике. В конце концов было полностью подчинено римлянами. | [ 43 ] |
|       | Галльская империя         | 260 — 274                                      | Андорра · Бельгия · Великобритания · Германия · Испания · Италия · Люксембург · Монако · Нидерланды · Франция · Швейцария | Колония Агриппина (260 — 271) Августа Треверорум (271 — 274) | Монархия        | Латынь                      | Древнеримский политеизм                          | Сепаратистское образование, возникшее на части территории Римской империи во время кризиса III века. После подавления мятежа включено обратно в состав Рима. | [ 44 ] |
|       | Царство Гассанидов        | II — 30-е годы VII века                        | Иордания · Саудовская Аравия                                                                                              | Эль-Джабия                                                   | Монархия        | Арабский                    | Арабский политеизм Христианство                  | Царство, располагавшееся на северо-западе Аравии. С VI века выступало в роли союзника и вассала Византийской империи. Уничтожено Арабским халифатом. | [ 45 ] |
|       | Гвинед                    | нач. V века — 1282                             | Великобритания | Дин-Гонви                                                    | Монархия        | Валлийский                  | Христианство                                     | Кельтское королевство, располагавшееся на севере Уэльса. Уничтожено Английским королевством. | [ 46 ] |
|       | Гела                      | ок. 690 — 282 до н. э.                         | Италия | Гела                                                         | Монархия        | Древнегреческий             | Древнегреческий политеизм                        | Один из важнейших древнегреческих полисов Великой Греции, основанный выходцами с Родоса и Крита. Достиг наивысшего расцвета в V веке до н. э. Был разрушен мамертинцами. | [ 47 ] |
|       | Королевство Гепидов       | 454 — 567                                      | Венгрия · Румыния | Сирмий                                                       | Монархия        | Готский Латынь              | Германский политеизм Христианство                | Основано германским племенем гепидов после смерти вождя гуннов Аттилы. Пало под натиском лангобардов. | [ 48 ] |
|       | Греко-бактрийское царство | 256 — 125 до н. э.                             | Афганистан · Иран · Кыргызстан · Таджикистан · Пакистан · Узбекистан                                                      | Бактры                                                       | Монархия        | Бактрийский Древнегреческий | Буддизм, Греко-буддизм, Древнегреческий политизм | Эллинистическое государство, образовавшееся на территории Бактрии и Согдианы в результате распада государства Селевкидов. Пало под ударами тохаров, однако перед гибелью дало начало своему дочернему образованию — Индо-греческому царству.                                                                         | [ 49 ] |
|       | Империя гуннов            | IV — V века                                    | Австрия · Беларусь · Венгрия · Германия · Молдова · Польша · Россия · Румыния · Словакия · Украина · Чехия                | ?                                                            | Монархия        | Гуннский                    | Тенгрианство                                     | Колоссальное полиэтническое государство, созданное гуннами. Достигло наивысшего расцвета при Аттиле и распалось вскоре после его смерти. | [ 50 ] |
|       | Государство Гуптов        | III — VI века                                  | Бангладеш · Индия · Непал · Пакистан                                                                                      | Паталипутра                                                  | Монархия        | Санскрит                    | Буддизм, Джайнизм, Индуизм                       | Индийское государство под началом династии Гуптов. Во времена своего расцвета объединило под своей властью большую часть Индостана. Погибло в результате междоусобной борьбы и нашествия эфталитов. | [ 51 ] |

## Д
| # А Б В Г Д Ж З И К Л М Н О П Р С Т У Ф Х Ц Ч Ш Э Ю Я |

| Карта                                                   | Название                 | Время существования                 | Территория                                                | Столица | Форма правления | Язык(и)                     | Религия                    | Комментарии | Пр.    |
| ------------------------------------------------------- | ------------------------ | ----------------------------------- | --------------------------------------------------------- | --- | --------------- | --------------------------- | -------------------------- | --- | ------ |
|                                                         | Давань (Паркан)          | III век до н. э. — ок. V века н. э. | Кыргызстан · Таджикистан · Узбекистан                     | Эрши | ?               | Древнегреческий, Согдийский | Древнегреческий политизм   | Древнее среднеазиатское государство, располагавшееся в Ферганской долине. Известно по китайским источникам. | [ 52 ] |
| Выделено фиолетовым цветом                              | Дай (Тобгачское ханство) | ок. III века — 376                  | Китай                                                     | Шенгл | Монархия        | Древнекитайский             | Конфуцианство              | Основано сяньбийским племенем тобгачей. Уничтожено царством Ранняя Цинь. В 386 на месте Дай появилось его прямое продолжение — Северная Вэй. | [ 53 ] |
|                                                         | Дакия                    | I век — 106 год                     | Болгария · Венгрия · Молдова · Румыния · Сербия · Украина | Сармизегетуза | Монархия        | Дакский                     | Политеизм                  | Основано племенами даков. Уничтожено Римской империей. | [ 54 ] |
|                                                         | Дардания                 | ок. IV века — 168 год до н. э.      | Сербия                                                    | ? | Монархия        | Иллирийские                 | Политеизм                  | Создано палеобалканским народом дарданцев. Завоёвано Римской империей. | [ 55 ] |
|                                                         | Диаоха                   | XII — VIII века до н. э.            | Грузия · Турция                                           | Шашилу | Монархия        | Хурритский                  | ?                          | Древнее царство в северо-восточной Анатолии и западе Армянского нагорья. Было сильно ослаблено Урарту, затем вошло в составКолхиды. |        |
|                                                         | Древний Египет           | ок. 3000 — 525 до н. э.             | Египет · Израиль · Иордания · Ливан · Сирия · Судан       | СписокМемфис (ок. 3100 — ок. 2180 до н. э.) Гераклеополь (ок. 2180 — ок. 2060 до н. э.) Фивы (ок. 2060 — ок. 1785 до н. э., ок. 1580 — ок. 1353 до н. э., ок. 1332 — ок. 1085 до н. э.) Аварис (ок. 1785 — ок. 1580 до н. э.) Ахетатон (ок. 1353 — ок. 1332 до н. э.) Пер-Рамсес (ок. 1279 — ок. 1078 до н. э.) Танис (ок. 1078 — ок. 732 до н. э.) Саис (ок. 732 — 525 до н. э.) | Монархия        | Египетский                  | Древнеегипетский политеизм | Возникло в результате объединения Верхнего и Нижнего Египта. Достигло наивысшего расцвета в XVI — XI веках до н. э., в эпоху Нового царства. За свою историю неоднократно распадалось и вновь объединялось. Захвачено державой Ахеменидов. В 305 году до н. э. появился независимый эллинистический Египет под властью династии Птолемеев (Государство Птолемеев). | [ 56 ] |
| Не закрашено, располагается в правом верхнем углу карты | Дуань                    | ок. 250 — 325/338                   | Китай                                                     | ? | Монархия        | Древнекитайский             | Конфуцианство              | Сяньбийское государство, возникшее на севере Китая в период Шестнадцати варварских государств. Уничтожено царством Ранняя Янь | [ 57 ] |
|                                                         | Думнония                 | ок. 290 — 927                       | Великобритания                                            | Каэр-Уиск | Монархия        | Корнский                    | Христианство               | Основано кельтскими племенами думнониев и корнубиев. Являлось одним из сильнейших кельтских государств, располагавшихся на территории Англии. Вошло в состав Английского королевства. | [ 58 ] |

## Ж
| # А Б В Г Д Ж З И К Л М Н О П Р С Т У Ф Х Ц Ч Ш Э Ю Я |

| Карта                 | Название           | Время существования | Территория                   | Столица | Форма правления | Язык(и)         | Религия       | Комментарии | Пр.    |
| --------------------- | ------------------ | ------------------- | ---------------------------- | ------- | --------------- | --------------- | ------------- | --- | ------ |
| Выделено серым цветом | Жань Вэй           | 350 — 352           | Китай                        | Ечэн    | Монархия        | Древнекитайский | Конфуцианство | Китайское царство периода Шестнадцати варварских государств, созданное военачальником Жань Минем и прекратившее существование после его смерти.                                                                              | [ 57 ] |
|                       | Жужаньский каганат | 350-е — 555         | Казахстан · Китай · Монголия | Мумочэн | Монархия        | Жужаньский      | Тенгрианство  | Огромное степное государство, созданное народом жужаней. Погибло под натиском тюрок, после чего большая часть жужаней была уничтожена, но некоторые из них бежали на запад, в Европу, и стали известны там под именем авары. | [ 59 ] |

## З
| # А Б В Г Д Ж З И К Л М Н О П Р С Т У Ф Х Ц Ч Ш Э Ю Я |

| Карта                                            | Название                 | Время существования     | Территория | Столица                                               | Форма правления | Язык(и)         | Религия                   | Комментарии | Пр.    |
| ------------------------------------------------ | ------------------------ | ----------------------- | --- | ----------------------------------------------------- | --------------- | --------------- | ------------------------- | --- | ------ |
|                                                  | Занкла (Мессена)         | VIII век — 241 до н. э. | Италия | Занкла                                                | Монархия        | Древнегреческий | Древнегреческий политеизм | Один из важнейших древнегреческих полисов Великой Греции. Некоторое время находился под контролем Афин и Сиракуз. Вошёл в состав Римской республики после Первой Пунической войны. | [ 60 ] |
| Выделено розовым цветом                          | Западная Лян             | 400 — 421               | Китай | Дуньхуан (400 — 405) (405 — 420) Цзюцюань (420 — 421) | Монархия        | Древнекитайский | Конфуцианство             | Китайское царство периода Шестнадцати варварских государств. Уничтожено царством Северная Лян. | [ 57 ] |
|                                                  | Западная Римская империя | 395 — 476               | Список Австрия · Алжир · Андорра · Бельгия · Босния и Герцеговина · Ватикан · Великобритания · Венгрия · Германия · Испания · Италия · Ливия · Лихтенштейн · Люксембург · Северная Македония · Мальта · Марокко · Монако · Нидерланды · Португалия · Сан-Марино · Словения · Тунис · Турция · Франция · Хорватия · Швейцария | Медиолан (395 — 402) Равенна (402 — 476)              | Монархия        | Латынь          | Христианство              | Возникла после распада Римской империи на Западную и Восточную. Уничтожена варварами под предводительством Одоакра. Её гибель традиционно считается границей между Древним миром и Средневековьем. Восточная Римская (Византийская) империя, в свою очередь, просуществовала до 1453 года. | [ 61 ] |
| Выделено зелёным цветом                          | Западная Цинь            | 385 — 431               | Китай | Юншичуань                                             | Монархия        | Древнекитайский | Конфуцианство             | Сяньбийское государство, возникшее на севере Китая в период Шестнадцати варварских государств. Уничтожено царством Ся. | [ 62 ] |
| Китай в период Шестнадцати варварских государств | Западная Шу              | 405 — 413               | Китай | Чэнду                                                 | Монархия        | Древнекитайский | Конфуцианство             | Китайское царство периода Шестнадцати варварских государств. Уничтожено царством Лю Сун. | [ 57 ] |
| Выделено сиреневым цветом                        | Западная Янь             | 384 — 394               | Китай | Чанъань (385 — 386) Жанжи (386 — 394)                 | Монархия        | Древнекитайский | Конфуцианство             | Сяньбийское государство, возникшее на севере Китая в период Шестнадцати варварских государств. Уничтожено царством Поздняя Янь. | [ 63 ] |
|                                                  | Западные Кшатрапы        | нач. II века — 395      | Индия | Удджайн                                               | Монархия        | Санскрит        | Буддизм Индуизм           | Индийское царство, управлявшееся династией сакского происхождения. Было тесно связано с Индо-скифским царством. Уничтожено империей Гуптов. | [ 64 ] |

## И
| # А Б В Г Д Ж З И К Л М Н О П Р С Т У Ф Х Ц Ч Ш Э Ю Я |

| Карта | Название                | Время существования          | Территория                                             | Столица                                                                                        | Форма правления | Язык(и)                   | Религия                                                                | Комментарии | Пр.    |
| ----- | ----------------------- | ---------------------------- | ------------------------------------------------------ | ---------------------------------------------------------------------------------------------- | --------------- | ------------------------- | ---------------------------------------------------------------------- | --- | ------ |
|       | Иберия (Картли)         | 299 до н. э. — 523 н. э.     | Азербайджан · Армения · Грузия · Россия · Турция       | Армази (299 до н. э. — ?) Мцхета (? — V век) Тифлис (V век — 523)                              | Монархия        | Грузинский                | Грузинский политеизм (до 317 н. э.) Христианство (после 317 н. э.)     | Древнее грузинское царство, возникшее после восстания местного населения против власти Понтийского царства. Поглощено Государством Сасанидов.                                                                | [ 65 ] |
|       | Идумея (Эдом)           | ок. XI — II века до н. э.    | Израиль · Иордания                                     | Петра                                                                                          | Монархия        | Эдомитский                | Западносемитский политеизм                                             | Основано семитским народом идумеев. Было поделено между Хасмонейским и Набатейским царствами. | [ 66 ] |
|       | Израильское царство     | ок. 1020 — 928 до н. э.      | Израиль Палестина · Иордания · Ливан                   | Гива (1020 — 1010) Маханаим (1010 — 1008) Хеврон (1008 — 1003) Иерусалим (1003 — 928 до н. э.) | Монархия        | Древнееврейский           | Иудаизм                                                                | Древнее еврейское государство. Распалось на Иудейское и Северное Израильское царства. | [ 67 ] |
|       | Иллирийское царство     | ок. 340 — 168 до н. э.       | Албания · Босния и Герцеговина · Хорватия · Черногория | ?                                                                                              | Монархия        | Иллирийские               | Политеизм                                                              | Основано иллирийцами на восточном побережье Адриатического моря. Уничтожено Римской республикой. | [ 68 ] |
|       | Индо-греческое царство  | 180 до н. э. — 10 н. э.      | Афганистан · Индия · Иран · Пакистан                   | Александрия Кавказская                                                                         | Монархия        | Древнегреческий Санскрит  | Буддизм, Греко-буддизм, Древнегреческий политизм, Зороастризм, Индуизм | Эллинистическое государство, созданное выходцами из Греко-бактрийского царства, вторгнувшимися в Северную Индию. Со временем она распалось на несколько частей, все из которых были уничтожены индо-скифами. | [ 69 ] |
|       | Индо-парфянское царство | 12 до н. э. — ок. 100 н. э.  | Афганистан · Индия · Пакистан                          | Таксила                                                                                        | Монархия        | Парфянский Санскрит       | Буддизм, Зороастризм, Индуизм                                          | Индийское государство, управлявшееся царями парфянского происхождения. Уничтожено Кушанским царством. | [ 70 ] |
|       | Индо-скифское царство   | ок. 200 до н. э. — 400 н. э. | Афганистан · Индия · Пакистан                          | Таксила                                                                                        | Монархия        | Санскрит Скифо-сарматский | Буддизм, Зороастризм, Индуизм                                          | Основано саками, восточным ответвлением скифов, в Северной Индии. Было очень децентрализованным. Уничтожено Кушанским царством.                                                                              | [ 70 ] |
|       | Иудейское царство       | 928 — 586 до н. э.           | Израиль                                                | Иерусалим                                                                                      | Монархия        | Древнееврейский           | Иудаизм                                                                | Древнее еврейское государство, возникшее в результате распада Израильского царства. Уничтожено Нововавилонским царством.                                                                                     | [ 71 ] |

## К
| # А Б В Г Д Ж З И К Л М Н О П Р С Т У Ф Х Ц Ч Ш Э Ю Я |

| Карта | Название                 | Время существования                                                 | Территория                                                                            | Столица                                                                      | Форма правления                                                    | Язык(и)                                | Религия                                            | Комментарии | Пр.     |
| ----- | ------------------------ | ------------------------------------------------------------------- | ------------------------------------------------------------------------------------- | ---------------------------------------------------------------------------- | ------------------------------------------------------------------ | -------------------------------------- | -------------------------------------------------- | --- | ------- |
|       | Кавказская Албания       | ок. I век до н. э. — 510 627 — 822/827                              | Азербайджан · Россия                                                                  | Кабала (ок. I век до н. э. — IV век н. э.) Партав (IV век н. э. — 822/827)   | Монархия                                                           | Агванский Парфянский Среднеперсидский  | Религиозный пантеон Кавказской Албании             | Древнее кавказское государство, основанное албанами. В 510 году было захвачено Государством Сасанидов, в 627 году вновь стало независимым. Окончательно уничтожено Арабским халифатом. | [ 72 ]  |
|       | Кадамба                  | 340 — 610                                                           | Индия                                                                                 | Банаваси                                                                     | Монархия                                                           | Каннада Санскрит                       | Индуизм                                            | Древнеиндийское царство, располагавшееся на юге Индостана. Уничтожено Государством Чалукьев. | [ 73 ]  |
|       | Калинга                  | ок. VII века до н. э. — ок. 260 до н. э. ок. 220 — ок. 400 до н. э. | Индия                                                                                 | Бхубанешвар                                                                  | Монархия                                                           | Ория                                   | Джайнизм                                           | Древнее государство, располагавшееся на востоке Индостана. Около 260 года до н. э. было захвачено империей Маурья, но около 220 года до н. э. смогло вернуть себе независимость. Достигло наивысшего расцвета во II веке до н. э. Со временем начало ослабевать и вошло в состав империи Гупта. | [ 74 ]  |
|       | Камарупа                 | сер. IV — сер. VII века                                             | Бангладеш · Индия                                                                     | Гувахати, Тезпур                                                             | Монархия                                                           | Санскрит                               | Буддизм, Джайнизм, Индуизм                         | Древнеиндийское царство, располагавшееся в Бенгалии. Распалось на несколько государств, важнейшим из которых было царство Камата. Позже, в XVI веке, преемником Камарупы себя называл Ахом. | [ 75 ]  |
|       | Кануль                   | V — X века                                                          | Мексика                                                                               | Калакмуль                                                                    | Монархия                                                           | Классический майянский                 | Майянский политеизм                                | Одно из сильнейших государств древних майя, располагавшееся на полуострове Юкатан. Достигло наивысшего расцвета в VII веке. | [ 26 ]  |
|       | Каппадокия               | 331 до н. э. — 17 н. э.                                             | Турция                                                                                | Мазака                                                                       | Монархия                                                           | Древнегреческий                        | Древнегреческий политеизм                          | Стала независимой после смерти Александра Македонского. Некоторое время находилась в зависимости от Государства Селевкидов и Понтийского царства. Уничтожена Римской республикой. | [ 76 ]  |
|       | Каркемыш                 | ок. 1800 — ок. 817 до н. э.                                         | Турция · Сирия                                                                        | Каркемиш                                                                     | Монархия                                                           | Лувийский                              | Хеттский политеизм                                 | Древнее сирийское государство. Было очень тесно связано с Хеттским царством. Уничтожено Ассирией. | [ 77 ]  |
|       | Карфаген                 | 814 — 146 до н. э.                                                  | Алжир · Испания · Италия · Ливия · Мальта · Марокко · Тунис · Франция                 | Карфаген                                                                     | Монархия (до 308 до н. э.) Республика (после 308 до н. э.)         | Пунический Финикийский                 | Финикийский политеизм                              | Карфаген был основан финикийскими колонистами из Тира. К III веку до н. э. ему удалось переподчинить себе множество бывших финикийских колоний, став крупнейшей державой в Западном Средиземноморье. После нескольких ожесточённых войн был уничтожен Римской республикой. | [ 78 ]  |
|       | Катабан                  | I тыс. до н. э. — I век н. э. II век                                | Йемен                                                                                 | Тимна                                                                        | Монархия                                                           | Катабанский                            | Арабский политеизм                                 | Древнее царство, располагавшееся в Южной Аравии. Достигло наивысшего расцвета в V—VI веках до н. э. В I веке н. э. было захвачено Химьяром, вновь получило независимость во II веке. Окончательно уничтожено Хадрамаутом. | [ 79 ]  |
|       | Кент                     | ок. 446 — 871                                                       | Великобритания                                                                        | Кентербери                                                                   | Монархия                                                           | Древнеанглийский                       | Христианство                                       | Основано германским племенем ютов в период Гептархии. Некоторое время находилось в зависимости от Мерсии. Уничтожено Уэссексом. | [ 80 ]  |
|       | Керма                    | ок. 2500 — ок. 1500 до н. э.                                        | Судан                                                                                 | Керма                                                                        | Монархия                                                           | ?                                      | Традиционные верования                             | Древнее кушитское государство, располагавшееся в Нубии. Уничтожено Древним Египтом. Около 780 года до н. э. на его территории появилось независимое царство Куш. | [ 81 ]  |
|       | Царство Киндидов (Кинда) | IV век до н. э. — VI век н. э.                                      | Саудовская Аравия                                                                     | Гамр                                                                         | Монархия                                                           | Арабский                               | Арабский политеизм                                 | Располагалось в Центральной Аравии и было основано племенем кинда. Было крупнейшим из аравийских царств своего времени. В конце концов начало распадаться и было уничтожено Царством Лахмидов. | [ 82 ]  |
|       | Киренаика                | 631 — 321 до н. э.                                                  | Ливия                                                                                 | Кирена                                                                       | Монархия (до ок. 460 до н. э.) Республика (после ок. 460 до н. э.) | Древнегреческий                        | Древнегреческий политеизм                          | Один из важнейших древнегреческих полисов Северной Африки, основанный переселенцами с острова Феры. Некоторое время находился в зависимости от Державы Ахеменидов. Захвачен Государством Птолемеев. | [ 83 ]  |
|       | Киццуватна               | XVI — XIV до н. э.                                                  | Турция                                                                                | ?                                                                            | Монархия                                                           | Хурритский                             | Хурритский политеизм                               | Древнее хурритское государство. Было уничтожено Хеттским царством. | [ 84 ]  |
|       | Киш                      | ок. 3000 — 2316                                                     | Ирак                                                                                  | Киш                                                                          | Монархия                                                           | Шумерский                              | Шумеро-аккадский политеизм                         | Шумерский город-государство. Потерял независимость после завоевания Аккадом. | [ 85 ]  |
|       | Кносс                    | нач. II тыс. — XI века до н. э.                                     | Греция                                                                                | Кносс                                                                        | Монархия                                                           | Этеокритский                           | ?                                                  | Основано минойцами и располагалось на Крите. К середине XVIII века до н. э. объединило под своей властью весь остров. Кносс был единственным минойским городом, возродившимся после извержения вулкана Санторин около 1450 года до н. э.. Около 1400 года до н. э. остров подвергся нашествию ахейцев, которые подчинили местное население, но продолжали править островом из Кносса. Окончательно уничтожено дорийцами. | [ 86 ]  |
|       | Когурё                   | 37 до н. э. — 668 н. э.                                             | Китай · КНДР · Россия · Южная Корея                                                   | Чольбон (37 до н. э. — 3 н. э.) Кунне (3 — 427) Пхеньян (427 — 668)          | Монархия                                                           | Когурё                                 | Буддизм, Мусок                                     | Древнее корейское государство, созданное племенем когурё и выделившееся из империи Хань. Достигло наивысшего расцвета в IV веке. Уничтожено объединёнными силами империи Тан и царства Силла. | [ 87 ]  |
|       | Колхидское царство       | 550 — 164 до н. э.                                                  | Грузия · Россия · Турция                                                              | Фазис                                                                        | Монархия                                                           | Колхидские                             | Грузинский политеизм                               | Создано племенами колхов. В разное время находилось в зависимости от Державы Ахеменидов и Понтийского царства. Уничтожено Римской республикой. Позже на его территории образовалось независимое Лазское царство. | [ 88 ]  |
|       | Коммагена (Комагена)     | 163 до н. э. — 72 н. э.                                             | Турция                                                                                | Самосата                                                                     | Монархия                                                           | Армянский Древнегреческий              | Древнегреческий политизм, армянский политеизм      | Эллинистическое государство, выделившееся из состава Государства Селевкидов. Уничтожено Римской республикой. | [ 89 ]  |
|       | Кордуенское царство      | 595 до н.э. — 653 н.э.                                              | Турция Ирак                                                                           | Безабде                                                                      | Монархия                                                           | Древнеиранский Старокурдский Армянский | Хурритская мифология, Зороастризм, Христианство    | Древнее государство племен кардухов, ставшее независимым после крушения Государства Селевкидов. Долгое время являлось спорной территорией между Парфией, Римом и Арменией, с 60 года до н.э. — в составе Римской империи. | [ 94 ]  |
|       | Коринф                   | ок. VIII века — 146 до н. э.                                        | Греция                                                                                | Коринф                                                                       | Монархия (до 583 до н. э.) Республика (после 583 до н. э.)         | Древнегреческий                        | Древнегреческий политеизм                          | Один из важнейших древнегреческих полисов. Достиг наивысшего расцвета в VII веке до н. э. Вошёл в состав Римской республики вместе с остальными полисами. | [ 95 ]  |
|       | Кочосон (Древний Чосон)  | ок. серед. I тыс. — 108 до н. э.                                    | Китай · КНДР                                                                          | Вангомсон                                                                    | Монархия                                                           | Прото-корейский                        | Мусок                                              | Древнейшее корейское государство. Уничтожено империей Хань. Позже на его руинах появилось несколько независимых государств и племенных союзов: Когурё, Пуё, Окчо, и Тонъе. | [ 96 ]  |
|       | Кротон                   | ок. 710 — 194 до н. э.                                              | Италия                                                                                | Кротон                                                                       | Республика                                                         | Древнегреческий                        | Древнегреческий политеизм                          | Один из важнейших древнегреческих полисов Великой Греции. Был основан ахейцами. Достиг наивысшего расцвета в VI веке до н. э. Несколько раз попадал под власть Сиракуз и в конце концов вошёл в состав Римской республики. | [ 97 ]  |
|       | Кумы                     | ок. 750 — 421 до н. э.                                              | Италия                                                                                | Кумы                                                                         | Монархия                                                           | Древнегреческий                        | Древнегреческий политеизм                          | Один из важнейших древнегреческих полисов Великой Греции. Был основан выходцами из Халкиды. Со временем разбогател за счёт торговли и основал свои собственные колонии (Неаполь, Занклу, Дикеархию и др.). Был захвачен самнитами. | [ 98 ]  |
|       | Куш (Мероитское царство) | ок. 780 до н. э. — ок. 350 н. э.                                    | Египет · Судан                                                                        | Мероэ (ок. 780 — ок. 590 до н. э.) Напата (ок. 590 до н. э. — ок. 350 н. э.) | Монархия                                                           | Мероитский                             | Древнеегипетский политеизм, Традиционные верования | Древнее кушитское государство, располагавшееся в Нубии и возникшее на месте более древнего царства Керма во время упадка Древнего Египта. В самом начале своей истории смогло захватить Египет, но вскоре лишилось его под натиском ассирийцев. Уничтожено Аксумом. | [ 99 ]  |
|       | Кушанское царство        | I — III век                                                         | Афганистан · Индия · Кыргызстан · Китай · Непал · Пакистан · Таджикистан · Узбекистан | Бактра                                                                       | Монархия                                                           | Бактрийский Санскрит                   | Буддизм, Зороастризм, Индуизм                      | Основано кочевыми племенами юэчжей. В период наивысшего расцвета достигло огромной мощи и охватывало колоссальные территории. Пало под натиском эфталитов. | [ 100 ] |

## Л
| # А Б В Г Д Ж З И К Л М Н О П Р С Т У Ф Х Ц Ч Ш Э Ю Я |

| Карта                 | Название                 | Время существования                     | Территория      | Столица    | Форма правления | Язык(и)         | Религия                                                           | Комментарии | Пр.     |
| --------------------- | ------------------------ | --------------------------------------- | --------------- | ---------- | --------------- | --------------- | ----------------------------------------------------------------- | --- | ------- |
|                       | Лагаш                    | ок. 2500 — 2104                         | Ирак            | Лагаш      | Монархия        | Шумерский       | Шумеро-аккадский политеизм                                        | Шумерский город-государство. Потерял независимость после завоевания Уром. | [ 101 ] |
|                       | Лазское царство (Эгриси) | II — VII века                           | Грузия · Турция | Археополис | Монархия        | Лазский         | Политеизм (до 319 года н. э.) Христианство (после 317 года н. э.) | Грузинское царство, располагавшееся на бывших землях Колхиды. Упразднено Византийской империей, а его территория впоследствии досталась Абхазскому царству.                                   | [ 102 ] |
|                       | Царство Лахмидов         | ок. 270 — 611                           | Ирак            | Аль-Хира   | Монархия        | Арабский        | Арабский политеизм                                                | Царство, располагавшееся на северо-востоке Аравии. На протяжении всей своей истории выступало в роли союзника и вассала Государства Сасанидов, которым оно и было в результате ликвидировано. | [ 103 ] |
|                       | Лидия                    | XIII век — 546 год до н. э.             | Турция          | Сарды      | Монархия        | Лидийский       | Политеизм                                                         | Основана лидийцами после крушения Хеттского царства. Уничтожена Державой Ахеменидов. | [ 104 ] |
|                       | Лу                       | ок. XI века — 255 до н. э./249 до н. э. | Китай           | Цюйфу      | Монархия        | Древнекитайский | Древнекитайский политеизм                                         | Китайское царство периода Вёсен и Осеней. В 255 году до н. э. захвачено, а в 249 году до н. э. окончательно уничтожено царством Чу.                                                           | [ 105 ] |
| Выделено серым цветом | Лю Сун                   | 420 — 479                               | Вьетнам · Китай | Цзянькан   | Монархия        | Среднекитайский | Даосизм Конфуцианство                                             | Китайское царство периода Южных и Северных династий. Исчезло в результате государственного переворота, в ходе которого было провозглашено царство Южная Ци.                                   | [ 106 ] |

## М
| # А Б В Г Д Ж З И К Л М Н О П Р С Т У Ф Х Ц Ч Ш Э Ю Я |

| Карта | Название                       | Время существования                           | Территория | Столица                                                               | Форма правления                                                          | Язык(и)                | Религия                    | Комментарии | Пр.     |
| ----- | ------------------------------ | --------------------------------------------- | --- | --------------------------------------------------------------------- | ------------------------------------------------------------------------ | ---------------------- | -------------------------- | --- | ------- |
|       | Мавретания                     | кон. II века — 33 до н. э.                    | Марокко | Волюбилис, Иол                                                        | Монархия                                                                 | Берберские языки       | Политеизм                  | Древнее берберское государство, располагавшееся в Северной Африке. Уничтожено Римской империей. | [ 34 ]  |
|       | Магадха                        | 545 — 345 до н. э.                            | Бангладеш · Индия | Раджгир (545 — ок. 490 до н. э.) Паталипутра (ок. 490 — 313 до н. э.) | Монархия                                                                 | Санскрит               | Буддизм, Джайнизм, Индуизм | Древнее индийское царство, располагавшееся на севере Индостана. Было одним из шестнадцати махаджанапад и со временем стало самым могущественным из них. В результате государственного переворота на его месте была провозглашена империя Нанда.                                                      | [ 107 ] |
|       | Македонское царство            | VIII век — 146 год до н. э.                   | Список Азербайджан · Албания · Армения · Афганистан · Греция · Египет · Израиль · Иордания · Ирак · Иран · Кувейт · Северная Македония · Ливан · Пакистан · Сирия · Туркменистан · Турция · Узбекистан | Пелла                                                                 | Монархия                                                                 | Древне-македонский     | Древнегреческий политеизм  | Античное государство, располагавшееся на Балканском полуострове. Во время правления Александра Македонского (336 — 323 до н. э.) превратилось в огромную империю, но растеряло все завоевания сразу после его смерти. Уничтожено Римской республикой.                                                | [ 108 ] |
|       | Малая Армения                  | IV — III века до н. э.                        | Турция | Никополь                                                              | Монархия                                                                 | Армянский              | Армянский политеизм        | Древнее армянское государство, получившее независимость после смерти Александра Македонского. Уничтожено Понтийским царством. | [ 109 ] |
|       | Манна (Мана)                   | ок. 929 — ок. 550 до н. э.                    | Иран | Изирта                                                                | Монархия                                                                 | Маннейский             | Политеизм                  | Создано маннеями, родственными хурритам и урартам. Уничтожено Мидией. | [ 110 ] |
|       | Массилия                       | ок. 600 — 49 до н. э.                         | Франция | Массилия                                                              | Республика                                                               | Древнегреческий        | Древнегреческий политеизм  | Древнегреческий полис, основанный переселенцами из Фокеи. Постепенно стал крупным торговым центром и основал множество факторий. Долгое время являлся союзником Римской республики, но в конце концов был ей захвачен.                                                                               | [ 111 ] |
|       | Империя Маурьев                | 320/317 — 187 до н. э.                        | Афганистан · Бангладеш · Индия · Иран · Непал · Пакистан | Паталипутра                                                           | Монархия                                                                 | Санскрит               | Буддизм, Джайнизм, Индуизм | Возникла в результате государственного переворота в империи Нанда. Со временем покорила почти весь Индостан, став тем самым первой общеиндийской империей. Исчезла в результате другого государственного переворота, в ходе которого была провозглашена империя Шунга.                               | [ 112 ] |
|       | Мессения                       | ок. XI века — 727 до н. э. 369 — 146 до н. э. | Греция | Пилос (ок. XI века — 727 до н. э.) Мессена (369 — 146 до н. э.)       | Монархия                                                                 | Древнегреческий        | Древнегреческий политеизм  | Один из важнейших древнегреческих полисов. В 727 году до н. э. был захвачен Спартой, но обрёл независимость после её поражения в войне с Фивами в 369 году до н. э. Вошёл в состав Римской республики вместе с остальными полисами.                                                                  | [ 113 ] |
|       | Мидия                          | ок. 670 — 550 до н. э.                        | Афганистан · Ирак · Иран · Туркменистан · Турция | Экбатана                                                              | Монархия                                                                 | Мидийский              | Зороастризм                | Крупное древнее государство, созданное иранским народом мидийцев. Уничтожено Державой Ахеменидов. | [ 114 ] |
|       | Микены                         | XVII век — 470 до н. э.                       | Греция | Микены                                                                | Монархия                                                                 | Микенский              | Древнегреческий политеизм  | Было основано греками-ахейцами и некоторое время являлось самым могущественным из государств Пелопоннеса. Со временем пришло в упадок и было уничтожено Аргосом. | [ 115 ] |
|       | Милет                          | X век — 334 до н. э.                          | Турция | Милет                                                                 | Монархия (X век — 480-е годы до н. э.) Республика (480-е — 334 до н. э.) | Древнегреческий        | Древнегреческий политеизм  | Один из важнейших древнегреческих полисов и самый могущественный из полисов Ионии, лидер Ионийского союза. Достиг наивысшего расцвета в VI веке до н. э. Некоторое время находился в зависимости от Державы Ахеменидов. Окончательно потерял независимость после завоевания Александром Македонским. | [ 116 ] |
|       | Минейское царство (Мана, Маин) | кон. II тыс. — ок. I века до н. э.            | Йемен | Иасиль Карнаву                                                        | Монархия                                                                 | Минейский              | Арабский политеизм         | Древнее государство, располагавшееся в Южной Аравии. Уничтожено Сабейским царством. | [ 117 ] |
|       | Митанни                        | ок. 1470 — ок.1200 до н. э.                   | Ирак · Сирия · Турция | Вашшуканни                                                            | Монархия                                                                 | Хурритский             | Хурритский политеизм       | Основано племенами хурритов. Уничтожено Ассирией. | [ 118 ] |
|       | Моав                           | I тыс. до н. э.                               | Израиль · Иордания | Дибон                                                                 | Монархия                                                                 | Моавитский             | Западносемитский политеизм | Основано семитским народом моавитян. Некоторое время было вассалом Ассирии и Нововавилонского царства. | [ 119 ] |
|       | Моче (Мочика)                  | I — VIII века                                 | Перу | Моче                                                                  | Монархия                                                                 | Мочика                 | Политеизм                  | Индейское доколумбово государство, созданное одноимённой культурой и располагавшееся в Андах. | [ 120 ] |
|       | Мукурра (Макурия)              | IV — VI века                                  | Судан | Донгола                                                               | Монархия                                                                 | Древненубийский        | Христианство               | Возникло в результате распада Мероитского царства (другими осколками Мероитской державы были Алва и Нобатия). Было уничтожено Нобатией. | [ 13 ]  |
|       | Мукиш                          | ок. 1725 — ок. 1370 до н. э.                  | Сирия | Алалах                                                                | Монархия                                                                 | Аморейский             | Западносемитский политеизм | Древнее аморейское царство, первоначально возникшее в качестве вассала Ямхада. Некоторое время находилось в зависимости от Древнего Египта. Уничтожено Хеттским царством. | [ 121 ] |
|       | Мутуль                         | I — IX века                                   | Гватемала | Тикаль                                                                | Монархия                                                                 | Классический майянский | Майянский политеизм        | Одно из сильнейших государств древних майя, располагавшееся на полуострове Юкатан Достигло наивысшего расцвета в VIII веке. | [ 26 ]  |

## Н
| # А Б В Г Д Ж З И К Л М Н О П Р С Т У Ф Х Ц Ч Ш Э Ю Я |

| Карта | Название                                             | Время существования          | Территория                                                                  | Столица     | Форма правления | Язык(и)              | Религия                    | Комментарии | Пр.     |
| ----- | ---------------------------------------------------- | ---------------------------- | --------------------------------------------------------------------------- | ----------- | --------------- | -------------------- | -------------------------- | --- | ------- |
|       | Набатейское царство                                  | 168 до н. э. — 106 н. э.     | Египет · Израиль · Иордания · Саудовская Аравия · Сирия                     | Петра       | Монархия        | Арабский Набатейский | Арабский политеизм         | Основано арабским племенем набатеев после распада Государства Селевкидов. Уничтожено Римской империей. | [ 122 ] |
|       | Намвьет                                              | 207 — 111 до н. э.           | Вьетнам · Китай                                                             | Фьеннгунг   | Монархия        | Юэ                   | Традиционные верования     | Древнее юэское царство, возникшее после крушения империи Цинь. Уничтожено империей Хань. | [ 123 ] |
|       | Империя Нанда                                        | 345 — 320/317 до н. э.       | Бангладеш · Индия · Непал · Пакистан                                        | Паталипутра | Монархия        | Санскрит             | Буддизм, Джайнизм, Индуизм | Первая индийская империя, развившаяся из древнего царства Магадха и бывшая его прямым продолжением. Объединила под своей властью почти всю Северную Индию. Исчезла в результате государственного переворота, в ходе которого была провозглашена империя Маурьев. | [ 124 ] |
|       | Нехенская конфедерация                               | ок. 3500 — ок. 3000 до н. э. | Египет                                                                      | Нехен       | Монархия        | Египетский           | Древнеегипетский политеизм | Протоегипетское государственное образование. Со временем ему удалось покорить соседние Нубтскую и Тинскую конфедерации, создав тем самым Верхнеегипетское царство со столицей в Нехене.                                                                          | [ 34 ]  |
|       | Нижний Египет                                        | кон. IV тыс. до н. э.        | Египет                                                                      | Буто        | Монархия        | Египетский           | Древнеегипетский политеизм | Протоегипетское государственное образование, располагавшееся в дельте Нила. Уничтожено Верхним Египтом, в результате чего появилось единое древнеегипетское государство.                                                                                         | [ 125 ] |
|       | Нобатия (Нобадия)                                    | V — VII века                 | Судан                                                                       | Пахорас     | Монархия        | Древненубийский      | Христианство               | Возникло в результате распада Мероитского царства (другими осколками Мероитской державы были Алва и Мукурра). Со временем смогло объединить под своей властью всю Нубию.                                                                                         | [ 13 ]  |
|       | Нововавилонское царство (Второе вавилонское царство) | 625 — 539 до н. э.           | Израиль · Иордания · Ирак · Иран · Кипр · Ливан · Саудовская Аравия · Сирия | Вавилон     | Монархия        | Аккадский            | Шумеро-аккадский политеизм | Прямое продолжение Вавилонии, возникшее в результате восстания против ассирийского владычества. Уничтожено Державой Ахеменидов. | [ 126 ] |
|       | Нубтская конфедерация                                | ок. 3500 — ок. 3000 до н. э. | Египет                                                                      | Накада      | Монархия        | Египетский           | Древнеегипетский политеизм | Протоегипетское государственное образование. Уничтожено Нехенской конфедерацией. | [ 34 ]  |
|       | Нумидия                                              | 202 — 46 до н. э.            | Алжир · Ливия · Тунис                                                       | Цирта       | Монархия        | Нумидийский          | Политеизм                  | Древнее берберское государство, возникшее в результате объединения Восточной и Западной Нумидии. Уничтожено Римской республикой. | [ 127 ] |

## О
| # А Б В Г Д Ж З И К Л М Н О П Р С Т У Ф Х Ц Ч Ш Э Ю Я |

| Карта | Название                               | Время существования             | Территория                           | Столица   | Форма правления | Язык(и)         | Религия                   | Комментарии | Пр.     |
| ----- | -------------------------------------- | ------------------------------- | ------------------------------------ | --------- | --------------- | --------------- | ------------------------- | --- | ------- |
|       | Одрисское царство (Фракийское царство) | ок. 450 до н. э. — 46 н. э.     | Болгария · Греция · Румыния · Турция | Севтополь | Монархия        | Фракийский      | Фракийский политеизм      | Основано племенами фракийцев. В 342 году до н. э. разгромлено Македонским царством, окончательно уничтожено Римской империей.                                                                 | [ 128 ] |
|       | Ольвия                                 | VI век до н. э. — III век н. э. | Украина                              | Ольвия    | Олигархия       | Древнегреческий | Древнегреческий политеизм | Один из крупнейших древнегреческих полисов Северного Причерноморья, основанный переселенцами из Милета. Достиг наивысшего расцвета в V — III веках до н. э. Включён в состав Римской империи. | [ 129 ] |
|       | Осроена (Эдесское царство)             | 132 до н. э. — 244 н. э.        | Сирия · Турция                       | Эдесса    | Монархия        | Сирийский       | Христианство              | Основано арабскими племенами орроев (осроев) после распада Государства Селевкидов. Уничтожено Государством Сасанидов.                                                                         | [ 130 ] |

## П
| # А Б В Г Д Ж З И К Л М Н О П Р С Т У Ф Х Ц Ч Ш Э Ю Я |

| Карта                            | Название                                   | Время существования              | Территория                                                                                              | Столица                                                               | Форма правления | Язык(и)                    | Религия                                              | Комментарии | Пр.     |
| -------------------------------- | ------------------------------------------ | -------------------------------- | --- | --------------------------------------------------------------------- | --------------- | -------------------------- | ---------------------------------------------------- | --- | ------- |
|                                  | Паллава                                    | ок. III века — 880/895           | Индия                                                                                                   | Канчипурам                                                            | Монархия        | Тамильский Санскрит        | Индуизм                                              | Тамильское царство, располагавшееся на юге Индостана. Уничтожено государством Чола. | [ 131 ] |
|                                  | Пальмирское царство                        | 260 — 273                        | Египет · Израиль · Иордания · Ливан · Сирия · Турция                                                    | Пальмира                                                              | Монархия        | Латынь                     | Древнеримский политеизм                              | Сепаратистское образование, возникшее на части территории Римской империи во время кризиса III века. После подавления мятежа включено обратно в состав Римского государства.                                 | [ 132 ] |
|                                  | Пандья                                     | III век до н. э. — 1310 н. э.    | Индия · Шри-Ланка                                                                                       | Мадурай                                                               | Монархия        | Тамильский                 | Индуизм                                              | Тамильское царство, располагавшееся на юге Индостана. Ненадолго захватывалось государством Чола. Уничтожено Делийским султанатом, после чего на его месте появился Мадурайский султанат.                     | [ 133 ] |
|                                  | Пан Пан (Дуньсунь)                         | III — VII века                   | Малайзия · Таиланд                                                                                      | Такола(?)                                                             | Монархия        | Санскрит                   | Индуизм                                              | Индусское царство, располагавшееся на Малайском полуострове. Уничтожено Шривиджаей. | [ 134 ] |
|                                  | Парфянское царство (Государство Аршакидов) | 250 до н. э. — 227 н. э.         | Азербайджан · Афганистан · Ирак · Иран · Кувейт · Пакистан · Сирия · Туркменистан · Турция · Узбекистан | Ктесифон Ниса Сузы Экбатана                                           | Монархия        | Парфянский                 | Зороастризм                                          | Основано парфянами после распада Государства Селевкидов. Исчезло в результате государственного переворота, в ходе которого было провозглашено Государство Сасанидов.                                         | [ 135 ] |
|                                  | Пергамское царство                         | 283 — 129 до н. э.               | Турция                                                                                                  | Пергам                                                                | Монархия        | Древнегреческий            | Древнегреческий политеизм                            | Эллинистическое государство, располагавшееся в Малой Азии. Присоединено к Римской республике. | [ 136 ] |
|                                  | Поздняя Лян                                | 386 — 401/403                    | Китай                                                                                                   | Гуцзан                                                                | Монархия        | Древнекитайский            | Конфуцианство                                        | Тангутское государство, возникшее на севере Китая в период Шестнадцати варварских государств. Уничтожено царством Поздняя Цинь.                                                                              | [ 137 ] |
| Выделено зелёным цветом          | Поздняя Цинь                               | 385 — 417                        | Китай                                                                                                   | Сиань                                                                 | Монархия        | Древнекитайский            | Буддизм Конфуцианство                                | Китайское царство периода Шестнадцати варварских государств, правители которого происходили из тибетского племени цян. Уничтожено царством Цзинь.                                                            | [ 137 ] |
| Выделено зелёным цветом          | Поздняя Чжао                               | 318 — 350                        | Китай                                                                                                   | Синтай (318 — 334) Ечэн (334 — 350)                                   | Монархия        | Древнекитайский            | Конфуцианство                                        | Китайское царство периода Шестнадцати варварских государств. Исчезло в результате государственного переворота, в ходе которого полководец Жань Минь провозгласил царство Жань Вэй.                           | [ 138 ] |
| Выделено светло-сиреневым цветом | Поздняя Янь                                | 384 — 409                        | Китай                                                                                                   | Чжуншань (384 — 397) Лончен (397 — 409)                               | Монархия        | Древнекитайский            | Конфуцианство                                        | Сяньбийское государство, возникшее на севере Китая в период Шестнадцати варварских государств. Уничтожено царством Северная Янь.                                                                             | [ 57 ]  |
|                                  | Понтийское царство                         | 337 до н. э. — 64 н. э.          | Болгария · Греция · Грузия · Россия · Турция · Украина                                                  | Амасья (337 — 183 до н. э.) Синоп (183 до н. э. — 64 н. э.)           | Монархия        | Древнегреческий            | Древнегреческий политеизм                            | Эллинистическое государство, возникшее после крушения Державы Ахеменидов. Наивысшего расцвета достигло в правление Митридата VI (121 — 63 до н. э.). Уничтожено Римской империей.                            | [ 139 ] |
|                                  | Поуис                                      | ок. 435 — 1160                   | Великобритания                                                                                          | Кайр-Гурикон                                                          | Монархия        | Валлийский                 | Христианство                                         | Кельтское королевство, располагавшееся в Уэльсе. Распалось на Поуис Вадог и Поуис Венвинвин. | [ 140 ] |
|                                  | Государство Птолемеев                      | 305 — 30 до н. э.                | Греция · Египет · Израиль · Иордания · Кипр · Ливан · Ливия · Турция                                    | Александрия                                                           | Монархия        | Древнегреческий Египетский | Древнегреческий политеизм Древнеегипетский политеизм | Эллинистическое государство, основанное в Египте после смерти Александра Македонского одним из его военачальников — Птолемеем. Являлось прямым продолжением Древнего Египта. Уничтожено Римской республикой. | [ 141 ] |
|                                  | Пуё (Фуюй)                                 | ок. IV века до н. э. — 494 н. э. | Китай · КНДР                                                                                            | Нунъань                                                               | Монархия        | Пуё                        | Буддизм, Мусок                                       | Древнее корейское царство, возникшее на бывшей территории Кочосона. Уничтожено государством Когурё. | [ 142 ] |
|                                  | Пукина (Тиуанако)                          | ок. 125 — ок. 1185               | Боливия · Перу · Чили                                                                                   | Тиуанако (ок. 125 — ок. 869) Пукаритампу (ок. 869 — ок. 1185)         | Монархия        | Пукина                     | Политеизм                                            | Индейское доколумбово государство, созданное культурой Тиуанако и располагавшееся в Андах. Пало под натиском племён аймара.                                                                                  | [ 143 ] |
|                                  | Пэкче                                      | 18 до н. э. — 663 н. э.          | КНДР · Южная Корея                                                                                      | Виресон (18 до н. э. — 475 н. э.) Унджин (476 — 538) Саби (538 — 663) | Монархия        | Пэкче                      | Буддизм, Мусок                                       | Древнее корейское государство, основанное выходцами из Когурё. Уничтожено объединёнными силами империи Тан и царства Силла.                                                                                  | [ 144 ] |

## Р
| # А Б В Г Д Ж З И К Л М Н О П Р С Т У Ф Х Ц Ч Ш Э Ю Я |

| Карта                            | Название           | Время существования     | Территория | Столица                                                                   | Форма правления                                               | Язык(и)                | Религия                                                   | Комментарии | Пр.     |
| -------------------------------- | ------------------ | ----------------------- | --- | ------------------------------------------------------------------------- | ------------------------------------------------------------- | ---------------------- | --------------------------------------------------------- | --- | ------- |
| Выделено фиолетовым цветом       | Ранняя Вэй         | 388 — 392               | Китай | Хуатай                                                                    | Монархия                                                      | Древнекитайский        | Конфуцианство                                             | Динлинское государство, возникшее на севере Китая в период Шестнадцати варварских государств. Уничтожено царством Поздняя Янь. | [ 57 ]  |
| Выделено светло-жёлтым цветом    | Ранняя Лян         | 313 — 376               | Китай | Гуцзан                                                                    | Монархия                                                      | Древнекитайский        | Конфуцианство                                             | Китайское царство периода Шестнадцати варварских государств. Уничтожено царством Ранняя Цинь. | [ 145 ] |
|                                  | Ранняя Цинь        | 350 — 395               | Китай | Чанъань                                                                   | Монархия                                                      | Древнекитайский        | Конфуцианство                                             | Тангутское государство, возникшее на севере Китая в период Шестнадцати варварских государств. На время смогло покорить почти весь Северный Китай, но быстро начало распадаться. Уничтожено царством Поздняя Цинь.                                                                                      | [ 146 ] |
| Выделено светло-сиреневым цветом | Ранняя Янь         | 437 — 470               | Китай | Цзичэн (418 — 427) Лунчэн (427 — 428) Цзичэн (428 — 430) Ечэн (428 — 430) | Монархия                                                      | Древнекитайский        | Конфуцианство                                             | Китайское царство периода Шестнадцати варварских государств, созданное сяньбийским племенем муюнов после краха Государства сяньби. Уничтожено царством Ранняя Цинь. | [ 147 ] |
|                                  | Регий              | ок. 720 — 270 до н. э.  | Италия | Регий                                                                     | Монархия (720 — 461 до н. э.) Республика (461 — 270 до н. э.) | Древнегреческий        | Древнегреческий политеизм                                 | Один из важнейших древнегреческих полисов Великой Греции. Был основан выходцами из Халкиды. В 386 году до н. э. был на время был захвачен Сиракузами и в конце концов вошел в состав Римской республики.                                                                                               | [ 148 ] |
|                                  | Римская империя    | 27 до н. э. — 395 н. э. | Список Австрия · Азербайджан · Албания · Алжир · Андорра · Армения · Бельгия · Болгария · Босния и Герцеговина · Ватикан · Великобритания · Венгрия · Германия · Греция · Грузия · Египет · Израиль · Иордания · Ирак · Испания · Италия · Кипр · Ливан · Ливия · Лихтенштейн · Люксембург · Северная Македония · Мальта · Марокко · Монако · Нидерланды · Португалия · Россия · Румыния · Сан-Марино · Сербия · Сирия · Словения · Тунис, · Турция · Украина · Франция · Хорватия · Черногория · Швейцария | Рим (27 до н. э. — 330 н. э.) Константинополь (330 — 395)                 | Монархия                                                      | Латынь Древнегреческий | Древнеримский политеизм (до 380) Христианство (после 380) | Возникла в результате преобразования Римской республики, будучи одним из этапов римской государственности. Являлась самым могущественным античным государством, а также одним из самых могущественных государств за всю историю Древнего мира. Была разделена на Западную и Восточную Римские империи. | [ 149 ] |
|                                  | Римская республика | 509 — 27 до н. э.       | Список Австрия · Албания · Алжир · Андорра · Бельгия · Босния и Герцеговина · Ватикан · Германия · Греция · Израиль · Иордания · Испания · Италия · Кипр · Ливан · Ливия · Лихтенштейн · Люксембург · Северная Македония · Монако · Нидерланды · Португалия · Сан-Марино · Сербия · Сирия · Словения · Тунис, · Турция · Франция · Хорватия · Черногория · Швейцария | Рим                                                                       | Республика                                                    | Латынь                 | Древнеримский политеизм                                   | Возникла в результате свержения монархии в Римском царстве. Один из этапов римской государственности. Со временем стала самым могущественным государством Средиземноморья. Реформирована в Римскую империю.                                                                                            | [ 149 ] |
|                                  | Римское царство    | 753 — 509 до н. э.      | Ватикан · Италия | Рим                                                                       | Монархия                                                      | Латынь                 | Древнеримский политеизм                                   | Основано племенем латинов. Начальная форма римской государственности. Было преобразовано в Римскую республику. | [ 149 ] |

## С
| # А Б В Г Д Ж З И К Л М Н О П Р С Т У Ф Х Ц Ч Ш Э Ю Я |

| Карта                   | Название                            | Время существования                         | Территория | Столица | Форма правления                                                                             | Язык(и)          | Религия                           | Комментарии | Пр.     |
| ----------------------- | ----------------------------------- | ------------------------------------------- | --- | --- | ------------------------------------------------------------------------------------------- | ---------------- | --------------------------------- | --- | ------- |
|                         | Сабейское царство (Саба, Сава)      | кон. II тыс. до н. э. — кон. III века н. э. | Йемен | Мариб | Монархия                                                                                    | Сабейский        | Арабский политеизм                | Древнее государство, располагавшееся в Южной Аравии. Уничтожено Химьяром. | [ 150 ] |
|                         | Саламин                             | ок. XIII века — 306 до н. э.                | Кипр | Саламин | Монархия                                                                                    | Древнегреческий  | Древнегреческий политеизм         | Самый могущественный из десяти городов-государств эллинистического Кипра. В разное время находился в зависимости от Ассирии, Державы Ахеменидов и Македонского царства. Окончательно потерял независимость, войдя в состав Государства Птолемеев. | [ 151 ] |
|                         | Государство Сасанидов               | 227 — 651                                   | Список Азербайджан · Армения · Афганистан · Бахрейн · Грузия · Египет · Израиль · Иордания · Ирак · Иран · Йемен · Казахстан · Катар · Кыргызстан · Кувейт · Ливан · ОАЭ · Оман · Пакистан · Россия · Саудовская Аравия · Сирия · Таджикистан · Туркменистан · Турция · Узбекистан | Ктесифон | Монархия                                                                                    | Среднеперсидский | Зороастризм                       | Возникло в результате государственного переворота в Парфянском царстве. Уничтожено Арабским халифатом. | [ 152 ] |
|                         | Сатавахана                          | 221/211 до н. э. — 224/249 н. э.            | Индия | Амаравати | Монархия                                                                                    | Телугу           | Буддизм, Джайнизм, Индуизм        | Индийское царство, располагавшееся в Декане и возникшее вскоре после распада империи Маурьев. Распалось на две части. | [ 153 ] |
|                         | Королевство свевов                  | 409 — 585                                   | Испания · Португалия | Брага | Монархия                                                                                    | Латынь           | Германский политеизм Христианство | Варварское королевство, созданное германским племенем свевов в Галисии. Уничтожено Королевством вестготов. | [ 154 ] |
| Выделено красным цветом | Северная Вэй                        | 386 — 534                                   | Китай | Шенгл (386 — 398) Датун (398 — 493) Лоян (493 — 534)                                                                                   | Монархия                                                                                    | Среднекитайский  | Даосизм Конфуцианство             | Китайское царство периода Южных и Северных династий, являвшееся прямым продолжением табгачского государства Дай. Со временем ему удалось объединить под своей властью почти весь Северный Китай. Распалось на Восточную и Западную Вэй.           | [ 155 ] |
|                         | Северная Лян                        | 397 — 460                                   | Китай | Цзянкан (397 — 398) Чжанъе (398 — 412) Гуцзан (412 — 439) Цзюцюань (440 — 441) Дуньхуан (4401 — 442) Шаньшань (442) Гаочан (442 — 460) | Монархия                                                                                    | Древнекитайский  | Конфуцианство                     | Хуннское государство, возникшее на севере Китая в период Шестнадцати варварских государств. Разгромлено царством Северная Вэй и окончательно уничтожено Жужаньским каганатом.                                                                     | [ 156 ] |
| Выделено зелёным цветом | Северная Хань (Ранняя Чжао)         | 304 — 329                                   | Китай | Пиньян (304 — 318) Чанъань (318 — 329)                                                                                                 | Монархия                                                                                    | Древнекитайский  | Конфуцианство                     | Китайское царство периода Шестнадцати варварских государств, первые правители которого происходили из народа хунну. Уничтожено царством Поздняя Чжао.                                                                                             | [ 157 ] |
|                         | Северная Янь                        | 409 — 436                                   | Китай | Лунчэн | Монархия                                                                                    | Древнекитайский  | Конфуцианство                     | Китайское царство периода Шестнадцати варварских государств, возникшее в результате государственного переворота в царстве Поздняя Янь. Уничтожено царством Северная Вэй.                                                                          | [ 63 ]  |
|                         | Северное Израильское царство        | 927 — 723 до н. э.                          | Израиль · Иордания · Ливан | Шхем (928 — 909 до н. э.) Тирца (909 — 880 до н. э.) Самария (880 — 723 до н. э.)                                                      | Монархия                                                                                    | Древнееврейский  | Иудаизм, Финикийский политеизм    | Древнее еврейское государство, возникшее в результате распада Израильского царства. Уничтожено Ассирией. | [ 67 ]  |
|                         | Государство Селевкидов              | 311 — 64 до н. э.                           | Азербайджан · Армения · Афганистан · Ирак · Иран · Кувейт · Ливан · Пакистан · Сирия · Турция | Селевкия (305 — 240 до н. э.) Антиохия (240 — 64 до н. э.)                                                                             | Монархия                                                                                    | Древнегреческий  | Древнегреческий политизм          | Эллинистическое государство, основанное в Передней Азии после смерти Александра Македонского одним из его военачальников — Селевком. Со временем начало слабеть и распадаться. Уничтожено Римской республикой.                                    | [ 158 ] |
|                         | Сидон                               | III тыс. — 333 год до н. э.                 | Ливан | Сидон | Монархия                                                                                    | Финикийский      | Финикийский политеизм             | Один из крупнейших финикийских городов-государств. В разное время находился в зависимости от Древнего Египта, Ассирии, Нововавилонского царства и державы Ахеменидов; окончательно подчинён Александром Македонским.                              | [ 18 ]  |
|                         | Силла                               | 57 до н. э. — 660 н. э.                     | КНДР · Южная Корея | Кёнджу | Монархия                                                                                    | Силла            | Буддизм, Мусок                    | Древнее корейское государство, созданное племенем чинхан. Одно из Трёх корейских государств. Со временем смогло объединить под своей властью всю Корею, провозгласив царство Объединённое Силла.                                                  | [ 159 ] |
|                         | Сиракузы                            | 733 — 214 до н. э.                          | Италия | Сиракузы | Монархия (733 — 466 до н. э.) Республика (466 — 405 до н. э.) Монархия (405 — 214 до н. э.) | Древнегреческий  | Древнегреческий политеизм         | Самый могущественный из древнегреческих полисов острова Сицилия, основанный переселенцами из Коринфа. Достиг наивысшего расцвета в V веке до н. э. Захвачен Римской республикой.                                                                  | [ 160 ] |
|                         | Софенское царство (Цопское царство) | ок. 260 — ок. 95 до н. э.                   | Сирия · Турция | Аршамашат | Монархия                                                                                    | Армянский        | Армянский политеизм               | Древнее армянское царство. Уничтожено Великой Арменией. | [ 161 ] |
|                         | Спарта (Лакония)                    | ок. XII — 146 до н. э.                      | Греция | Спарта | Олигархия                                                                                   | Древнегреческий  | Древнегреческий политеизм         | Один из могущественнейших древнегреческих полисов. Возглавляла Пелопоннесский союз. Вместе с остальными полисами вошёл в состав Римской республики.                                                                                               | [ 162 ] |
|                         | Стратклайд (Алт Клуит)              | ок. 400 — ок. 1070                          | Великобритания | Дин-Британ | Монархия                                                                                    | Бриттские        | Христианство                      | Бриттское королевство эпохи Древнего Севера, возникшее после ухода римлян из Британии. Уничтожено Шотландией. | [ 163 ] |
|                         | Суассонское королевство (Сиагрия)   | 457 — 486                                   | Бельгия · Германия · Люксембург · Франция | Новиодон | Монархия                                                                                    | Латынь           | Христианство                      | Осколок Западной Римской империи, который был отрезан от остального государства в результате нашествия германских племён. Пережил Западную Римскую империю на десятилетие, но в конце концов был уничтожен франками.                              | [ 164 ] |
|                         | Сун                                 | ок. XI века — 282 до н. э.                  | Китай | Шанцю | Монархия                                                                                    | Древнекитайский  | Древнекитайский политеизм         | Китайское царство эпохи Весён и осеней. Уничтожено объединёнными силами царств Ци, Вэй и Чу. | [ 165 ] |
|                         | Ся (И Ся)                           | 407 — 431                                   | Китай | Тунван (418 — 427) Шангай (427 — 428) Пинлян (428 — 430)                                                                               | Монархия                                                                                    | Древнекитайский  | Конфуцианство                     | Хуннское государство, возникшее на севере Китая в период Шестнадцати варварских государств. Уничтожено Тогоном. | [ 166 ] |
|                         | Государство синьби                  | 155 — 235                                   | Казахстан · Китай · Монголия · Россия | ? | Монархия                                                                                    | Сяньбийский      | Тенгрианство                      | Основано племенами сяньби. Распалось, его прямым продолжением были государства, созданные племенами муюнов и тобгачей (Ранняя Янь, Тобгачское ханство).                                                                                           | [ 167 ] |

## Т
| # А Б В Г Д Ж З И К Л М Н О П Р С Т У Ф Х Ц Ч Ш Э Ю Я |

| Карта | Название              | Время существования             | Территория | Столица                                   | Форма правления | Язык(и)                             | Религия                                | Комментарии | Пр.     |
| ----- | --------------------- | ------------------------------- | ---------- | ----------------------------------------- | --------------- | ----------------------------------- | -------------------------------------- | --- | ------- |
|       | Тарент                | 707 — 123 до н. э.              | Италия     | Тарент                                    | Республика      | Древнегреческий                     | Древнегреческий политеизм              | Один из важнейших древнегреческих полисов Великой Греции. Был основан спартанцами. Достиг наивысшего расцвета в VII веке до н. э. Вошёл в состав Римской республики.                                                 | [ 168 ] |
|       | Тартесс               | I тыс. до н. э.                 | Испания    | ?                                         | Монархия        | Тартессийский                       | Традиционные верования                 | Основано местными племенами тартессийцев в тесном взаимодействии с финикийскими колонистами из Гадира. Уничтожено Карфагеном.                                                                                        | [ 169 ] |
|       | Тарума (Таруманагара) | 358 — 733                       | Индонезия  | Сундапура                                 | Монархия        | Сунданский, Санскрит                | Индуизм                                | Древнее яванское государство. Уничтожено Шривиджаей. | [ 170 ] |
|       | Теотиуакан            | I тыс. до н. э. — VII век н. э. | Мексика    | Теотиуакан                                | Монархия        | ?                                   | Политеизм                              | Крупный доколумбов город-государство. В 200 — 500 годах н. э. являлся гегемоном всей Мезоамерики, но в конце концов пришёл в упадок и был оставлен жителями.                                                         | [ 171 ] |
|       | Тинская конфедерация  | ок. 3500 — ок. 3000 до н. э.    | Египет     | Тинис                                     | Монархия        | Египетский                          | Древнеегипетский политеизм             | Протоегипетское государственное образование. Уничтожено Нехенской конфедерацией. | [ 34 ]  |
|       | Тир                   | III тыс. — 332 год до н. э.     | Ливан      | Тир                                       | Монархия        | Финикийский                         | Финикийский политеизм                  | Один из крупнейших финикийских городов-государств. В разное время находился в зависимости от Древнего Египта, Ассирии, Нововавилонского царства и державы Ахеменидов; окончательно подчинён Александром Македонским. | [ 172 ] |
|       | Тогон                 | 312 — 663                       | Китай      | Фуси                                      | Монархия        | Монгольские языки                   | Тенгрианство                           | Основано сяньбийцами из царства Ранняя Янь. Некоторое время находилось в зависимости от Северной Вэй. Уничтожено тибетцами.                                                                                          | [ 173 ] |
|       | Троя (Илион)          | III тыс. — II тыс. до н. э.     | Турция     | Троя                                      | Монархия        | ?                                   | Политеизм                              | Располагалось в Троаде и было основано тевкрами. Троя была разрушена в результате знаменитой Троянской войны, а её земли в конце концов вошли в состав Фригии.                                                       | [ 174 ] |
|       | Королевство Тюрингия  | 426 — 531                       | Германия   | Шейдунген                                 | Монархия        | Тюрингско-верхнесаксонские диалекты | Германский политеизм                   | Варварское королевство, созданное германским племенем тюрингов. Уничтожено Франкским государством. | [ 175 ] |
|       | Тямпа (Чампа)         | 192 — 1471                      | Вьетнам    | Индрапура (875 — 978) Виджайя(978 — 1471) | Монархия        | Санскрит Чамский                    | Буддизм Индуизм Традиционные верования | Основано тямами. Достигло наивысшего расцвета в X — XI веках. Уничтожено Вьетнамом. Его прямым продолжением было вассальное вьетнамцам княжество Пандуранга.                                                         | [ 176 ] |

## У
| # А Б В Г Д Ж З И К Л М Н О П Р С Т У Ф Х Ц Ч Ш Э Ю Я |

| Карта | Название                 | Время существования                | Территория                             | Столица                                                    | Форма правления | Язык(и)             | Религия                    | Комментарии | Пр.     |
| ----- | ------------------------ | ---------------------------------- | -------------------------------------- | ---------------------------------------------------------- | --------------- | ------------------- | -------------------------- | --- | ------- |
|       | У (Троецарствие)         | 222 — 280                          | Вьетнам · Китай                        | Учан (222 — 229) (265 — 26) Цзянье (229 — 265) (266 — 280) | Монархия        | Древнекитайский     | Даосизм, Конфуцианство     | Китайское царство эпохи Троецарствия, возникшее в результате распада империи Хань. Уничтожено государством Цзинь.                                                                                | [ 177 ] |
|       | У (Чуньцю) (Нго)         | ок. XI века — 473 до н. э.         | Китай                                  | У                                                          | Монархия        | Древнекитайский, Юэ | Древнекитайский политеизм  | Китайское царство эпохи Весён и осеней, населённое юэсскими племенами, первоначально возникшее в качестве вассала царства Чжоу. Уничтожено царством Юэ.                                          | [ 178 ] |
|       | Угарит                   | ок. XVIII века — ок. 1185 до н. э. | Сирия                                  | Угарит                                                     | Монархия        | Угаритский          | Западносемитский политеизм | Город-государство, основанный племенами амореев. Был уничтожен в результате мощного землетрясения и больше не восстанавливался.                                                                  | [ 179 ] |
|       | Ур                       | ок. 2500 — 2112 до н. э.           | Ирак                                   | Ур                                                         | Монархия        | Шумерский           | Шумеро-аккадский политеизм | Шумерский город-государство. Правители 3-й династии Ура, пришедшей к власти около 2112 года до н. э., объединили под своей властью почти всю Месопотамию и создали Шумеро-аккадское царство.     | [ 180 ] |
|       | Урарту (Ванское царство) | XIII — VI века до н. э.            | Армения · Ирак · Иран · Сирия · Турция | Тушпа (XIII — VII до н. э.) Русахинили (VII — VI до н. э.) | Монархия        | Урартский           | Урартский политеизм        | Основано родственным хурритам народом урартов. В первой четверти I тысячелетия до н. э. занимало главенствующее положение среди государств Передней Азии. Пало под ударами скифов и киммерийцев. | [ 181 ] |
|       | Урук                     | ок. 2600 — 2109/2104 до н. э.      | Ирак                                   | Урук                                                       | Монархия        | Шумерский           | Шумеро-аккадский политеизм | Шумерский город-государство. Потерял независимость после завоевания Уром. | [ 182 ] |
|       | Государство усуней       | 177 — 7 до н. э.                   | Казахстан                              | Чугучэн                                                    | Монархия        | Древнетюркский      | Тенгрианство               | Основано усунями после того, как они отделились от хунну. Распалось. | [ 183 ] |

## Ф
| # А Б В Г Д Ж З И К Л М Н О П Р С Т У Ф Х Ц Ч Ш Э Ю Я |

| Карта | Название                        | Время существования         | Территория | Столица | Форма правления | Язык(и)          | Религия                   | Комментарии | Пр.     |
| ----- | ------------------------------- | --------------------------- | --- | ------- | --------------- | ---------------- | ------------------------- | --- | ------- |
|       | Фивы                            | ок. VII века — 146 до н. э. | Греция | Фивы    | Олигархия       | Древнегреческий  | Древнегреческий политеизм | Один из важнейших древнегреческих полисов. Достиг наивысшего расцвета в IV веке до н. э. Вошёл в состав Римской республики вместе с остальными полисами. | [ 184 ] |
|       | Финикия                         | III тыс. — 333 год до н. э. | Ливан | Тир     | Монархия        | Финикийский      | Финикийский политеизм     | Один из крупнейших финикийских городов-государств. В разное время находился в зависимости от Древнего Египта, Ассирии, Нововавилонского царства и державы Ахеменидов; окончательно подчинён Александром Македонским.                                              | [ 185 ] |
|       | Франкское государство (Франкия) | III век — 843               | Список Австрия · Андорра · Бельгия · Германия · Испания · Италия · Лихтенштейн · Люксембург · Монако · Нидерланды · Сан-Марино · Словения · Франция · Хорватия · Чехия · Швейцария | Ахен    | Монархия        | Франкский Латынь | Христианство              | Варварское королевство, созданное германским племенем франков. Достигло наивысшего расцвета в VIII — IX веках. Распалось на Срединное, Восточно-Франкское и Западно-Франкское королевства, ставшие основой для будущих Италии, Германии и Франции соответственно. | [ 186 ] |
|       | Фригия                          | XIII — VI века до н. э.     | Турция | Гордион | Монархия        | Фригийский       | Политеизм                 | Основано фригийцами вскоре после крушения Хеттского царства. Уничтожено Лидией. | [ 104 ] |

## Х
| # А Б В Г Д Ж З И К Л М Н О П Р С Т У Ф Х Ц Ч Ш Э Ю Я |

| Карта | Название Хайаса         | Время существования 1520 г до н.э-1157 г до н.э | Территория                                         | Столица                                                  | Форма правления   | Язык(и)         | Религия                                                 | Комментарии | Пр.     |
| ----- | ----------------------- | ----------------------------------------------- | -------------------------------------------------- | -------------------------------------------------------- | ----------------- | --------------- | ------------------------------------------------------- | --- | ------- |
|       | Хадрамаутское царство   | нач. I тыс. до н. э. — сер. IV века             | Йемен                                              | Шабва                                                    | Монархия          | Хадрамаутский   | Арабский политеизм                                      | Древнее государство, располагавшееся в Южной Аравии. Уничтожено Химьяром. | [ 187 ] |
|       | Хань (империя)          | 206 до н. э. — 220 н. э.                        | Китай                                              | Чанъань (206 до н. э. — 9 н. э.) Лоян (25 — 220)         | Монархия          | Древнекитайский | Буддизм Даосизм Древнекитайский политеизм Конфуцианство | Возникла на месте империи Цинь в ходе государственного переворота. Вскоре после основания смогло объединить под своей властью весь Китай. Именно по имени этого государства этнические китайцы называются ханьцами. В результате внутреннего ослабления и восстания жёлтых повязок, распалось на царства Вэй, Шу и У (Эпоха Троецарствия) | [ 188 ] |
|       | Хань (царство)          | 403 — 230 до н. э.                              | Китай                                              | Юйжоу (403 — 375 до н. э.) Синьчжэн (375 — 230 до н. э.) | Монархия          | Древнекитайский | Древнекитайский политеизм                               | Китайское царство эпохи Сражающихся царств. Уничтожено царством Цинь. | [ 189 ] |
|       | Хеттское царство        | ок. 1740 — 1200 до н. э.                        | Сирия · Турция                                     | Хаттуса                                                  | Монархия          | Хеттский        | Хеттский политеизм                                      | Создано хеттами. Достигло наивысшего расцвета в XIV веке до н. э. Пало под натиском «народов моря», после чего на его месте появилось множество мелких царств. | [ 190 ] |
|       | Химьяр (Химйар, Химъяр) | ок. 110 до н. э. — 599 н. э.                    | Йемен                                              | Зафар                                                    | Монархия          | Химьяритский    | Арабский политеизм                                      | Древнее государство, располагавшееся в Южной Аравии. Уничтожено Государством Сасанидов. | [ 191 ] |
|       | Государство хунну       | ок. 209 до н. э. — 46 н. э.                     | Казахстан · Кыргызстан · Китай · Монголия · Россия | ?                                                        | Выборная монархия | Хунну           | Тенгрианство                                            | Создано кочевым народом хунну. Распалось на две части, после чего часть хунну ушла на запад и превратилась в гуннов. | [ 192 ] |

## Ц
| # А Б В Г Д Ж З И К Л М Н О П Р С Т У Ф Х Ц Ч Ш Э Ю Я |

| Карта | Название        | Время существования                           | Территория                 | Столица                                                                    | Форма правления | Язык(и)         | Религия                                                 | Комментарии | Пр.     |
| ----- | --------------- | --------------------------------------------- | -------------------------- | -------------------------------------------------------------------------- | --------------- | --------------- | ------------------------------------------------------- | --- | ------- |
|       | Цай             | ок. XI века — 447 до н. э.                    | Китай                      | Шанцай                                                                     | Монархия        | Древнекитайский | Древнекитайский политеизм                               | Китайское царство периода Вёсен и Осеней. Уничтожено царством Чу. | [ 193 ] |
|       | Цао             | ок. XI века — 487 до н. э.                    | Китай                      | Таокуй                                                                     | Монархия        | Древнекитайский | Древнекитайский политеизм                               | Китайское царство периода Вёсен и Осеней. Уничтожено царством Сун. | [ 194 ] |
|       | Цзинь (империя) | 265 — 420                                     | Вьетнам · Китай · Монголия | Лоян (265 — 316) Цзянькан 316 — 420)                                       | Монархия        | Древнекитайский | Буддизм Даосизм Древнекитайский политеизм Конфуцианство | Возникло в результате государственного переворота в царстве Вэй. Исчезло в результате другого государственного переворота, в ходе которого было провозглашено царство Лю Сун.                                                                          | [ 195 ] |
|       | Цзинь (царство) | ок. X века — 376 до н. э.                     | Китай                      | Тан (ок. X века — ?) Ечэн (? — ?) Цзян (? — ?) Синьтянь (? — 376 до н. э.) | Монархия        | Древнекитайский | Древнекитайский политеизм                               | Китайское царство периода Вёсен и Осеней. Долгое время оно было самым могущественным из китайских государств. Разделено на царства Вэй, Хань и Чжао.                                                                                                   | [ 196 ] |
|       | Ци              | ок. XI века — 221 до н. э. 209 — 203 до н. э. | Китай                      | Линьцзы                                                                    | Монархия        | Древнекитайский | Древнекитайский политеизм                               | Китайское царство периодов Вёсен и Осеней и Сражающихся царств. Захвачено царством Цинь. После краха Цинь смогло ненадолго возродиться, но было окончательно уничтожено империей Хань.                                                                 | [ 197 ] |
|       | Цинь (империя)  | 221 — 206 до н. э.                            | Китай                      | Сяньян                                                                     | Монархия        | Древнекитайский | Древнекитайский политеизм                               | Возникла в результате объединения Китая под властью Цинь Шихуанди, правителя царства Цинь. Государство начало распадаться вскоре после его смерти и исчезло в результате государственного переворота, в ходе которого была провозглашена империя Хань. | [ 198 ] |
|       | Цинь (царство)  | ок. IX века — 221 до н. э.                    | Китай                      | Сяньян                                                                     | Монархия        | Древнекитайский | Древнекитайский политеизм                               | Китайское царство периодов Вёсен и Осеней и Сражающихся царств. Со временем смогло объединить под своей властью весь Китай, создав империю Цинь. | [ 199 ] |

## Ч
| # А Б В Г Д Ж З И К Л М Н О П Р С Т У Ф Х Ц Ч Ш Э Ю Я |

| Карта                                            | Название | Время существования                           | Территория                                                     | Столица                                                 | Форма правления | Язык(и)         | Религия                   | Комментарии | Пр.     |
| ------------------------------------------------ | -------- | --------------------------------------------- | -------------------------------------------------------------- | ------------------------------------------------------- | --------------- | --------------- | ------------------------- | --- | ------- |
|                                                  | Чера     | ок. III века до н. э. — 1102                  | Индия                                                          | Карур                                                   | Монархия        | Тамильский      | Индуизм                   | Тамильское царство, располагавшееся на юге Индостана. Начало распадаться в IX веке, окончательно уничтожено государством Чола. | [ 200 ] |
|                                                  | Чжао     | 403 — 222 до н. э. 209 — 205 до н. э.         | Китай                                                          | Цзи                                                     | Монархия        | Древнекитайский | Древнекитайский политеизм | Китайское царство периода Сражающихся царств. Захвачено царством Цинь. После краха Цинь смогло ненадолго возродиться, но было окончательно уничтожено империей Хань.                                                                                                  | [ 201 ] |
|                                                  | Чжоу     | ок. 1027 — 249 до н. э.                       | Китай                                                          | Хао (ок. 1027 — 770 до н. э.) Лоян (770 — 249 до н. э.) | Монархия        | Древнекитайский | Древнекитайский политеизм | Возникло в результате государственного переворота в царстве Шан. Со временем начало слабеть и распадаться (так называемые периоды Вёсен и Осеней и Сражающихся царств). Его остатки были присоединены к царству Цинь.                                                 | [ 202 ] |
|                                                  | Чжэн     | 806 — 375 до н. э.                            | Китай                                                          | Хуасянь (806 до н. э. — ?) Цзиньшуй (? — 375 до н. э.)  | Монархия        | Древнекитайский | Древнекитайский политеизм | Китайское царство периода Вёсен и Осеней. Уничтожено царством Хань. | [ 203 ] |
|                                                  | Чола     | ок. III века до н. э. — 1279 н. э.            | Индия · Индонезия · Малайзия · Мальдивы · Сингапур · Шри-Ланка | Танджавур                                               | Монархия        | Тамильский      | Буддизм, Индуизм          | Тамильское государство, располагавшееся на юге Индостана. Достигло наивысшего расцвета после падения династии Чалукья в IX веке, став самым могущественным из государств Южной Индии. Со временем ослабло и распалось на царства Хойсалов, Ядавов, Какатьев и Пандья. | [ 204 ] |
| Китай в период Шестнадцати варварских государств | Чоучи    | II — VI века                                  | Китай                                                          | Личин                                                   | Монархия        | Древнекитайский | Конфуцианство             | Китайское царство периода Шестнадцати варварских государств. Уничтожено царством Северная Вэй. | [ 57 ]  |
|                                                  | Чу       | ок. XI века — 223 до н. э. 209 — 205 до н. э. | Китай                                                          | Ин                                                      | Монархия        | Древнекитайский | Древнекитайский политеизм | Китайское царство периодов Вёсен и Осеней и Сражающихся царств. Захвачено царством Цинь. После краха Цинь смогло ненадолго возродиться, но было окончательно уничтожено империей Хань.                                                                                | [ 205 ] |
|                                                  | Чэн      | 304 — 347                                     | Китай                                                          | Чэнду                                                   | Монархия        | Древнекитайский | Конфуцианство             | Китайское царство периода Шестнадцати варварских государств. Уничтожено царством Цзинь. | [ 57 ]  |
|                                                  | Чэнь     | ок. XI века — 479 до н. э.                    | Китай                                                          | Хуайян                                                  | Монархия        | Древнекитайский | Древнекитайский политеизм | Китайское царство периода Вёсен и Осеней. Уничтожено царством Чу. | [ 206 ] |

## Ш
| # А Б В Г Д Ж З И К Л М Н О П Р С Т У Ф Х Ц Ч Ш Э Ю Я |

| Карта | Название                                                | Время существования               | Территория                | Столица     | Форма правления | Язык(и)                                                | Религия                          | Комментарии | Пр.     |
| ----- | ------------------------------------------------------- | --------------------------------- | ------------------------- | ----------- | --------------- | ------------------------------------------------------ | -------------------------------- | --- | ------- |
|       | Шан (Инь)                                               | ок. 1562 — ок. 1027 до н. э.      | Китай                     | Иньсюй      | Монархия        | Древнекитайский                                        | Древнекитайский политеизм        | Древнейшее достоверно известное китайское государство. Уничтожено царством Чжоу. | [ 207 ] |
|       | Шахрезур                                                | 226 н.э. — 380 г. н.э.            | Иран · Ирак               | Шахрезур    | Монархия        | Старокурдский Среднеперсидский Луллубейский Арамейский | Зороастризм Христианство Иудаизм | Древнее полунезависимое курдское царство во главе с династией Каюсидов. В IV веке некоторые жители региона, принявшие христианство, подверглись преследованиям со стороны Сасанидов. | [ 208 ] |
|       | Шу (Троецарствие)                                       | 220 — 265                         | Китай                     | Чэнду       | Монархия        | Древнекитайский                                        | Даосизм, Конфуцианство           | Китайское царство эпохи Троецарствия, возникшее в результате распада империи Хань. Уничтожено царством Вэй.                                                                          | [ 177 ] |
|       | Шу (Чжоу)                                               | ок. XI века — 316 до н. э.        | Китай                     | Чэнду       | Монархия        | Древнекитайский                                        | Древнекитайский политеизм        | Китайское царство периодов Вёсен и Осеней и Сражающихся царств, располагавшееся в Сычуаньской котловине. Уничтожено царством Цинь.                                                   | [ 209 ] |
|       | Шукууп                                                  | V — IX века                       | Гватемала · Гондурас      | Копан       | Монархия        | Классический майянский                                 | Майянский политеизм              | Одно из сильнейших государств древних майя, располагавшееся на крайнем юго-востоке майяских земель.                                                                                  | [ 26 ]  |
|       | Шумеро-аккадское царство (Государство 3-й династии Ура) | ок. 2112 до н. э. — 1997 до н. э. | Ирак                      | Ур          | Монархия        | Шумерский                                              | Шумеро-аккадский политеизм       | Возникло в результате объединения Шумера под властью царей Ура из Третьей династии. Уничтожено Эламом.                                                                               | [ 210 ] |
|       | Шунга (Сунга)                                           | 187 — 75 до н. э.                 | Бангладеш · Индия · Непал | Паталипутра | Монархия        | Санскрит                                               | Буддизм, Джайнизм, Индуизм       | Индийское государство, возникшее в Магадхе после крушения империи Маурья. Исчезло в результате государственного переворота, в ходе которого было провозглашено государство Канва.    | [ 211 ] |

## Э
| # А Б В Г Д Ж З И К Л М Н О П Р С Т У Ф Х Ц Ч Ш Э Ю Я |

| Карта | Название                                    | Время существования                    | Территория                                                                                              | Столица                                                                                | Форма правления                                                                  | Язык(и)         | Религия                    | Комментарии | Пр.     |
| ----- | ------------------------------------------- | -------------------------------------- | --- | -------------------------------------------------------------------------------------- | -------------------------------------------------------------------------------- | --------------- | -------------------------- | --- | ------- |
|       | Эбла                                        | сер. III тыс. — ок. 2300 года до н. э. | Сирия                                                                                                   | Эбла                                                                                   | Монархия                                                                         | Эблаитский      | Западносемитский политеизм | Город-государство, основанный семитским народом эблаитов. Уничтожен Аккадом. | [ 212 ] |
|       | Эбрук (Эвраук)                              | 383 — 580-е                            | Великобритания                                                                                          | Эбрук                                                                                  | Монархия                                                                         | Бриттские       | Христианство               | Бриттское королевство эпохи Древнего Севера, возникшее после ухода римлян из Британии. После смерти Коля Старого начало распадаться, в результате чего появились королевства Бринейх, Регед, Элмет и Пеннины. Окончательно уничтожено англами.                                   | [ 213 ] |
|       | Элам                                        | нач. III тыс. — 649 до н. э.           | Иран | Сузы                                                                                   | Монархия                                                                         | Эламский        | Шумеро-аккадский политеизм | Основано эламитами. Иногда выделяется Новоэламское царство (1110 — 649 до н. э.). Уничтожено Ассирией. | [ 214 ] |
|       | Эпирское царство (Древнеэпирское царство)   | V век — 168 год до н. э.               | Албания · Греция                                                                                        | Пассарон (330 — 295 до н. э.) Амбракия (295 — 224 до н. э) Фоэнис (224 — 168 до н. э.) | Монархия (V век — ок. 231 года до н. э.) Республика (ок. 231 — 168 год до н. э.) | Древнегреческий | Древнегреческий политеизм  | Эллинистическое государство, располагавшееся на западе Балкан. Присоединено к Римской республике. | [ 215 ] |
|       | Этрусский союз (Этрусское двенадцатиградие) | VII век — 283 до н. э.                 | Италия · Франция                                                                                        | —                                                                                      | Конфедерация                                                                     | Этрусский       | Этрусский политеизм        | Конфедерация двенадцати этрусских городов. В неё входили: Вейи (после 396 год до н. э. — Популония), Цере, Тарквиния, Вольсинии, Вульчи, Розеллы, Кьюзи, Перуджа, Ветулония, Вольтерра, Ареццо и Кортона. Все владения союза были последовательно захвачены Римской республикой. | [ 216 ] |
|       | Эфес                                        | X век — 334 до н. э.                   | Турция                                                                                                  | Эфес                                                                                   | Монархия (X — кон. IV века до н. э.) Республика (кон. IV века — 334 до н. э.)    | Древнегреческий | Древнегреческий политеизм  | Один из важнейших древнегреческих полисов. Достиг наивысшего расцвета в VI веке до н. э. Некоторое время находился в зависимости от Державы Ахеменидов. Окончательно потерял независимость после завоевания Александром Македонским.                                             | [ 217 ] |
|       | Государство эфталитов (белых гуннов)        | сер. V века — 567                      | Афганистан · Иран · Казахстан · Кыргызстан · Китай · Пакистан · Таджикистан · Туркменистан · Узбекистан | Кундуз                                                                                 | Монархия                                                                         | Бактрийский     | Буддизм, Зороастризм       | Основано племенами эфталитов, также известными как белые гунны. Уничтожено Тюркским каганатом. | [ 218 ] |

## Ю
| # А Б В Г Д Ж З И К Л М Н О П Р С Т У Ф Х Ц Ч Ш Э Ю Я |

| Карта                                                   | Название  | Время существования            | Территория | Столица                                                            | Форма правления | Язык(и)                      | Религия                   | Комментарии | Пр.     |
| ------------------------------------------------------- | --------- | ------------------------------ | ---------- | ------------------------------------------------------------------ | --------------- | ---------------------------- | ------------------------- | --- | ------- |
| Не закрашено, располагается в правом верхнем углу карты | Юйвэнь    | III — IV века                  | Китай      | ?                                                                  | Монархия        | Древнекитайский, Сяньбийский | Конфуцианство             | Сяньбийское государство, возникшее на севере Китая в период Шестнадцати варварских государств. Уничтожено мужунами.               | [ 57 ]  |
|                                                         | Южная Лян | 397 — 414                      | Китай      | Лоду                                                               | Монархия        | Древнекитайский              | Конфуцианство             | Сяньбийское государство, возникшее на севере Китая в период Шестнадцати варварских государств. Уничтожено царством Западная Цинь. | [ 219 ] |
|                                                         | Южная Янь | 398 — 410                      | Китай      | Хуатай (398 — 399) Гангу (399 — 410)                               | Монархия        | Древнекитайский              | Конфуцианство             | Сяньбийское государство, возникшее на севере Китая в период Шестнадцати варварских государств. Уничтожено государством Цзинь.     | [ 220 ] |
|                                                         | Юэ (Вьет) | ок. VI — кон. IV века до н. э. | Китай      | Гоцзи (ок. VI века — 473 до н. э.) У (473 — кон. IV века до н. э.) | Монархия        | Древнекитайский, Юэ          | Древнекитайский политеизм | Китайское царство периодов Вёсен и Осеней и Сражающихся царств, которое населяли народы юэ. Уничтожено царством Чу.               | [ 221 ] |

## Я
| # А Б В Г Д Ж З И К Л М Н О П Р С Т У Ф Х Ц Ч Ш Э Ю Я |

| Карта | Название | Время существования                           | Территория | Столица     | Форма правления | Язык(и)            | Религия                    | Комментарии | Пр.     |
| ----- | -------- | --------------------------------------------- | ---------- | ----------- | --------------- | ------------------ | -------------------------- | --- | ------- |
|       | Ямато    | 250/300 — 710                                 | Япония     | [ комм. 2 ] | Монархия        | Старояпонский язык | Буддизм Синтоизм           | Древнейшая форма японской государственности. Было реформировано в Японию. | [ 222 ] |
|       | Ямхад    | нач. XVIII века — ок. 1280 года до н. э.      | Сирия      | Халеб       | Монархия        | Аморейский         | Западносемитский политеизм | Основано амореями. На некоторое время оккупировалось Хеттским царством и в конце концов было им уничтожено.                                                                            | [ 223 ] |
|       | Янь      | ок. XI века — 222 до н. э. 209 — 206 до н. э. | Китай      | Цзи         | Монархия        | Древнекитайский    | Древнекитайский политеизм  | Китайское царство периодов Вёсен и Осеней и Сражающихся царств. Захвачено царством Цинь. После краха Цинь смогло ненадолго возродиться, но было окончательно уничтожено империей Хань. | [ 224 ] |

## Комментарии
1. ↑  Города-члены союза были равны в правах, однако особую роль в нём играли Вольсинии, в которых проходили ежегодные собрания союза и находился религиозный центр Этрурии.
2. ↑  По традиции, местоположение столицы менялось каждый раз со вступлением на трон нового императора.